# Statistiche e record di Roger Federer
| Finali in carriera                                                |                     |       |       |     |        |
| Specialità                                                        | Categoria           | Vinte | Perse | Tot | V %    |
| Singolare                                                         | Grande Slam         | 20    | 11    | 31  | 65%    |
| Singolare                                                         | Olimpiadi estive    | 0     | 1     | 1   | 0%     |
| Singolare                                                         | Tour Finals         | 6     | 4     | 10  | 60%    |
| Singolare                                                         | ATP Masters 10001   | 28    | 22    | 50  | 56%    |
| Singolare                                                         | ATP Tour 500        | 24    | 7     | 31  | 77%    |
| Singolare                                                         | ATP Tour 250        | 25    | 9     | 34  | 74%    |
| Singolare                                                         | Totale              | 103   | 54    | 157 | 65,60% |
| Doppio                                                            | Grande Slam         | –     | –     | –   | –      |
| Doppio                                                            | Olimpiadi estive    | 1     | 0     | 1   | 100%   |
| Doppio                                                            | Torneo di fine anno | –     | –     | –   | –      |
| Doppio                                                            | ATP Masters 10001   | 1     | 2     | 3   | 33%    |
| Doppio                                                            | ATP Tour 500        | 3     | 1     | 4   | 75%    |
| Doppio                                                            | ATP Tour 250        | 3     | 3     | 6   | 50%    |
| Doppio                                                            | Coppa Davis         | 1     | 0     | 1   | 100%   |
| Doppio                                                            | Hopman Cup          | 3     | 0     | 3   | 100%   |
| Doppio                                                            | ATP Cup             | –     | –     | –   | –      |
| Doppio                                                            | Laver Cup           | 3     | 0     | 3   | 100%   |
| Doppio                                                            | Totale              | 15    | 6     | 21  | 71%    |
| Totale                                                            | Totale              | 118   | 60    | 178 | 66%    |
| 1 Conosciuti in precedenza come "ATP Masters Series" (2004–2008). |                     |       |       |     |        |

In questa pagina sono riportate le statistiche e i record realizzati da Roger Federer durante la carriera tennistica.

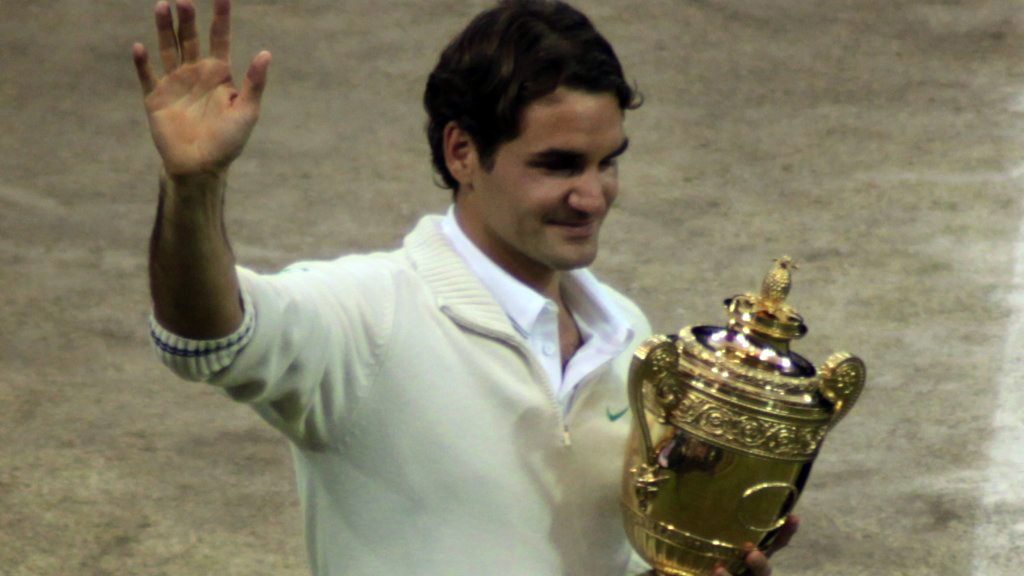
Federer con il trofeo per il Torneo di Wimbledon 2012

## Statistiche

### Singolare

#### Vittorie (103)
| Legenda                                           |
| Grande Slam (20)                                  |
| Tennis Masters Cup / ATP Finals (6)               |
| Masters Series / ATP Masters 1000 (28)            |
| Giochi olimpici (0)                               |
| ATP International Series Gold / ATP Tour 500 (24) |
| ATP International Series / ATP Tour 250 (25)      |

| Legenda superfici        |
| Cemento (71) Indoor (24) |
| Terra (11)               |
| Erba (19)                |
| Sintetico (2)            |

| N.   | Data              | Torneo                                                 | Superficie    | Avversario in finale  | Punteggio                       |
| ---- | ----------------- | ------------------------------------------------------ | ------------- | --------------------- | ------------------------------- |
| 1.   | 4 febbraio 2001   | Milan Indoor, Milano                                   | Sintetico (i) | Julien Boutter        | 6–4, 6(7)–7, 6–4                |
| 2.   | 7 gennaio 2002    | Sydney International, Sydney                           | Cemento       | Juan Ignacio Chela    | 6–3, 6–3                        |
| 3.   | 13 maggio 2002    | German Open Hamburg, Amburgo (1)                       | Terra rossa   | Marat Safin           | 6–1, 6–3, 6–4                   |
| 4.   | 7 ottobre 2002    | Vienna Open, Vienna (1)                                | Cemento (i)   | Jiří Novák            | 6–4, 6–1, 3–6, 6–4              |
| 5.   | 10 febbraio 2003  | Open 13, Marsiglia                                     | Cemento (i)   | Jonas Björkman        | 6–2, 7–6(6)                     |
| 6.   | 24 febbraio 2003  | Dubai Tennis Championships, Dubai (1)                  | Cemento       | Jiří Novák            | 6–1, 7–6(2)                     |
| 7.   | 28 aprile 2003    | Internazionali di Tennis di Baviera, Monaco di Baviera | Terra rossa   | Jarkko Nieminen       | 6–1, 6–4                        |
| 8.   | 9 giugno 2003     | Halle Open, Halle (1)                                  | Erba          | Nicolas Kiefer        | 6–1, 6–3                        |
| 9.   | 3 luglio 2003     | Torneo di Wimbledon, Londra (1)                        | Erba          | Mark Philippoussis    | 7–6(5), 6–2, 7–63               |
| 10.  | 6 ottobre 2003    | Vienna Open, Vienna (2)                                | Cemento (i)   | Carlos Moyá           | 6–3, 6–3, 6–3                   |
| 11.  | 10 novembre 2003  | Tennis Masters Cup, Houston (1)                        | Cemento       | Andre Agassi          | 6–3, 6–0, 6–4                   |
| 12.  | 1º febbraio 2004  | Australian Open, Melbourne (1)                         | Cemento       | Marat Safin           | 7–6(3), 6–4, 6–2                |
| 13.  | 1º marzo 2004     | Dubai Tennis Championships, Dubai (2)                  | Cemento       | Feliciano López       | 4–6, 6–1, 6–2                   |
| 14.  | 8 marzo 2004      | Indian Wells Masters, Indian Wells (1)                 | Cemento       | Tim Henman            | 6–3, 6–3                        |
| 15.  | 10 maggio 2004    | German Open Hamburg, Amburgo (2)                       | Terra rossa   | Guillermo Coria       | 4–6, 6–4, 6–2, 6–3              |
| 16.  | 7 giugno 2004     | Halle Open, Halle (2)                                  | Erba          | Mardy Fish            | 6–0, 6–3                        |
| 17.  | 4 luglio 2004     | Torneo di Wimbledon, Londra (2)                        | Erba          | Andy Roddick          | 4–6, 7–5, 7–6(3), 6–4           |
| 18.  | 11 luglio 2004    | Swiss Open Gstaad, Gstaad                              | Terra rossa   | Igor' Andreev         | 6–2, 6–3, 5–7, 6–3              |
| 19.  | 26 luglio 2004    | Canadian Open, Toronto (1)                             | Cemento       | Andy Roddick          | 7–5, 6–3                        |
| 20.  | 12 settembre 2004 | US Open, New York (1)                                  | Cemento       | Lleyton Hewitt        | 6–0, 7–6(3), 6–0                |
| 21.  | 27 settembre 2004 | Thailand Open, Bangkok (1)                             | Cemento (i)   | Andy Roddick          | 6–4, 6–0                        |
| 22.  | 15 novembre 2004  | Tennis Masters Cup, Houston (2)                        | Cemento       | Lleyton Hewitt        | 6–3, 6–2                        |
| 23.  | 3 gennaio 2005    | Qatar Open ATP, Doha (1)                               | Cemento       | Ivan Ljubičić         | 6–3, 6–1                        |
| 24.  | 14 febbraio 2005  | Rotterdam Open, Rotterdam (1)                          | Cemento (i)   | Ivan Ljubičić         | 5–7, 7–5, 7–6(5)                |
| 25.  | 21 febbraio 2005  | Dubai Tennis Championships, Dubai (3)                  | Cemento       | Ivan Ljubičić         | 6–1, 6(6)–7, 6–3                |
| 26.  | 20 marzo 2005     | Indian Wells Masters, Indian Wells (2)                 | Cemento       | Lleyton Hewitt        | 6–2, 6–4, 6–4                   |
| 27.  | 3 aprile 2005     | Miami Open, Miami (1)                                  | Cemento       | Rafael Nadal          | 2–6, 6(4)–7, 7–6(5), 6–3, 6–1   |
| 28.  | 9 maggio 2005     | German Open Hamburg, Amburgo (3)                       | Terra rossa   | Richard Gasquet       | 6–3, 7–5, 7–6(4)                |
| 29.  | 6 giugno 2005     | Halle Open, Halle (3)                                  | Erba          | Marat Safin           | 6–4, 6(6)–7, 6–4                |
| 30.  | 3 luglio 2005     | Torneo di Wimbledon, Londra (3)                        | Erba          | Andy Roddick          | 6–2, 7–6(2), 6–4                |
| 31.  | 21 agosto 2005    | Cincinnati Open, Cincinnati (1)                        | Cemento       | Andy Roddick          | 6–3, 7–5                        |
| 32.  | 11 settembre 2005 | US Open, New York (2)                                  | Cemento       | Andre Agassi          | 6–3, 2–6, 7–6(1), 6–1           |
| 33.  | 2 ottobre 2005    | Thailand Open, Bangkok (2)                             | Cemento (i)   | Andy Murray           | 6–3, 7–5                        |
| 34.  | 7 gennaio 2006    | Qatar Open ATP, Doha (2)                               | Cemento       | Gaël Monfils          | 6–3, 7–6(5)                     |
| 35.  | 29 gennaio 2006   | Australian Open, Melbourne (2)                         | Cemento       | Marcos Baghdatis      | 5–7, 7–5, 6–0, 6–2              |
| 36.  | 19 marzo 2006     | Indian Wells Masters, Indian Wells (3)                 | Cemento       | James Blake           | 7–5, 6–3, 6–0                   |
| 37.  | 2 aprile 2006     | Miami Open, Miami (2)                                  | Cemento       | Ivan Ljubičić         | 7–6(5), 7–6(4), 7–6(4)          |
| 38.  | 18 giugno 2006    | Halle Open, Halle (4)                                  | Erba          | Tomáš Berdych         | 6–0, 6(4)–7, 6–2                |
| 39.  | 9 luglio 2006     | Torneo di Wimbledon, Londra (4)                        | Erba          | Rafael Nadal          | 6–0, 7–6(5), 6(2)–7, 6–3        |
| 40.  | 13 agosto 2006    | Canadian Open, Toronto (2)                             | Cemento       | Richard Gasquet       | 2–6, 6–3, 6–2                   |
| 41.  | 10 settembre 2006 | US Open, New York (3)                                  | Cemento       | Andy Roddick          | 6–2, 4–6, 7–5, 6–1              |
| 42.  | 8 ottobre 2006    | Japan Open Tennis Championships, Tokyo                 | Cemento       | Tim Henman            | 6–3, 6–3                        |
| 43.  | 22 ottobre 2006   | Madrid Open, Madrid (1)                                | Cemento (i)   | Fernando González     | 7–5, 6–1, 6–0                   |
| 44.  | 29 ottobre 2006   | Swiss Indoors, Basilea (1)                             | Sintetico (i) | Fernando González     | 6–3, 6–2, 7–6(3)                |
| 45.  | 19 novembre 2006  | Tennis Masters Cup, Shanghai (3)                       | Cemento (i)   | James Blake           | 6–0, 6–3, 6–4                   |
| 46.  | 28 gennaio 2007   | Australian Open, Melbourne (3)                         | Cemento       | Fernando González     | 7–6(2), 6–4, 6–4                |
| 47.  | 3 marzo 2007      | Dubai Tennis Championships, Dubai (4)                  | Cemento       | Michail Južnyj        | 6–4, 6–3                        |
| 48.  | 20 maggio 2007    | German Open Hamburg, Amburgo (4)                       | Terra rossa   | Rafael Nadal          | 2–6, 6–2, 6–0                   |
| 49.  | 8 luglio 2007     | Torneo di Wimbledon, Londra (5)                        | Erba          | Rafael Nadal          | 7–6(7), 4–6, 7–6(3), 2–6, 6–2   |
| 50.  | 19 agosto 2007    | Cincinnati Open, Cincinnati (2)                        | Cemento       | James Blake           | 6–1, 6–4                        |
| 51.  | 9 settembre 2007  | US Open, New York (4)                                  | Cemento       | Novak Đoković         | 7–6(4), 7–6(2), 6–4             |
| 52.  | 28 ottobre 2007   | Swiss Indoors, Basilea (2)                             | Cemento (i)   | Jarkko Nieminen       | 6–3, 6–4                        |
| 53.  | 18 novembre 2007  | Tennis Masters Cup, Shanghai (4)                       | Cemento (i)   | David Ferrer          | 6–2, 6–3, 6–2                   |
| 54.  | 20 aprile 2008    | Estoril Open, Estoril                                  | Terra rossa   | Nikolaj Davydenko     | 7–6(5), 1–2 rit.                |
| 55.  | 15 giugno 2008    | Halle Open, Halle (5)                                  | Erba          | Philipp Kohlschreiber | 6–3, 6–4                        |
| 56.  | 8 settembre 2008  | US Open, New York (5)                                  | Cemento       | Andy Murray           | 6–2, 7–5, 6–2                   |
| 57.  | 26 ottobre 2008   | Swiss Indoors, Basilea (3)                             | Cemento (i)   | David Nalbandian      | 6–3, 6–4                        |
| 58.  | 17 maggio 2009    | Madrid Open, Madrid (2)                                | Terra rossa   | Rafael Nadal          | 6–4, 6–4                        |
| 59.  | 7 giugno 2009     | Roland Garros, Parigi                                  | Terra rossa   | Robin Söderling       | 6–1, 7–6(1), 6–4                |
| 60.  | 5 luglio 2009     | Torneo di Wimbledon, Londra (6)                        | Erba          | Andy Roddick          | 5–7, 7–6(6), 7–6(5), 3–6, 16–14 |
| 61.  | 23 agosto 2009    | Cincinnati Open, Cincinnati (3)                        | Cemento       | Novak Đoković         | 6–1, 7–5                        |
| 62.  | 31 gennaio 2010   | Australian Open, Melbourne (4)                         | Cemento       | Andy Murray           | 6–3, 6–4, 7–6(11)               |
| 63.  | 22 agosto 2010    | Cincinnati Open, Cincinnati (4)                        | Cemento       | Mardy Fish            | 6(5)–7, 7–6(1), 6–4             |
| 64.  | 24 ottobre 2010   | Stockholm Open, Stoccolma                              | Cemento (i)   | Florian Mayer         | 6–4, 6–3                        |
| 65.  | 7 novembre 2010   | Swiss Indoors, Basilea (4)                             | Cemento (i)   | Novak Đoković         | 6–4, 3–6, 6–1                   |
| 66.  | 28 novembre 2010  | ATP World Tour Finals, Londra (5)                      | Cemento (i)   | Rafael Nadal          | 6–3, 3–6, 6–1                   |
| 67.  | 8 gennaio 2011    | Qatar Open ATP, Doha (3)                               | Cemento       | Nikolaj Davydenko     | 6–3, 6–4                        |
| 68.  | 6 novembre 2011   | Swiss Indoors, Basilea (5)                             | Cemento (i)   | Kei Nishikori         | 6–1, 6–3                        |
| 69.  | 13 novembre 2011  | Paris Masters, Parigi-Bercy                            | Cemento (i)   | Jo-Wilfried Tsonga    | 6–1, 7–6(3)                     |
| 70.  | 27 novembre 2011  | ATP World Tour Finals, Londra (6)                      | Cemento (i)   | Jo-Wilfried Tsonga    | 6–3, 6(6)–7, 6–3                |
| 71.  | 19 febbraio 2012  | Rotterdam Open, Rotterdam (2)                          | Cemento (i)   | Juan Martín del Potro | 6–1, 6–4                        |
| 72.  | 3 marzo 2012      | Dubai Tennis Championships, Dubai (5)                  | Cemento       | Andy Murray           | 7–5, 6–4                        |
| 73.  | 18 marzo 2012     | Indian Wells Masters, Indian Wells (4)                 | Cemento       | John Isner            | 7–6(7), 6–3                     |
| 74.  | 13 maggio 2012    | Madrid Open, Madrid (3)                                | Terra blu     | Tomáš Berdych         | 3–6, 7–5, 7–5                   |
| 75.  | 8 luglio 2012     | Torneo di Wimbledon, Londra (7)                        | Erba          | Andy Murray           | 4–6, 7–5, 6–3, 6–4              |
| 76.  | 19 agosto 2012    | Cincinnati Open, Cincinnati (5)                        | Cemento       | Novak Đoković         | 6–0, 7–6(7)                     |
| 77.  | 16 giugno 2013    | Halle Open, Halle (6)                                  | Erba          | Michail Južnyj        | 6(5)–7, 6–3, 6–4                |
| 78.  | 1º marzo 2014     | Dubai Tennis Championships, Dubai (6)                  | Cemento       | Tomáš Berdych         | 3–6, 6–4, 6–3                   |
| 79.  | 15 giugno 2014    | Halle Open, Halle (7)                                  | Erba          | Alejandro Falla       | 7–6(2), 7–6(3)                  |
| 80.  | 18 agosto 2014    | Cincinnati Open, Cincinnati (6)                        | Cemento       | David Ferrer          | 6–3, 1–6, 6–2                   |
| 81.  | 12 ottobre 2014   | Shanghai Masters, Shanghai                             | Cemento       | Gilles Simon          | 7–6(6), 7–6(2)                  |
| 82.  | 26 ottobre 2014   | Swiss Indoors, Basilea (6)                             | Cemento (i)   | David Goffin          | 6–2, 6–2                        |
| 83.  | 11 gennaio 2015   | Brisbane International, Brisbane                       | Cemento       | Milos Raonic          | 6–4, 6(2)–7, 6–4                |
| 84.  | 28 febbraio 2015  | Dubai Tennis Championships, Dubai (7)                  | Cemento       | Novak Đoković         | 6–3, 7–5                        |
| 85.  | 3 maggio 2015     | Istanbul Open, Istanbul                                | Terra rossa   | Pablo Cuevas          | 6–3, 7–6(11)                    |
| 86.  | 21 giugno 2015    | Halle Open, Halle (8)                                  | Erba          | Andreas Seppi         | 7–6(1), 6–4                     |
| 87.  | 23 agosto 2015    | Cincinnati Open, Cincinnati (7)                        | Cemento       | Novak Đoković         | 7–6(1), 6–3                     |
| 88.  | 1º novembre 2015  | Swiss Indoors, Basilea (7)                             | Cemento (i)   | Rafael Nadal          | 6–3, 5–7, 6–3                   |
| 89.  | 29 gennaio 2017   | Australian Open, Melbourne (5)                         | Cemento       | Rafael Nadal          | 6–4, 3–6, 6–1, 3–6, 6–3         |
| 90.  | 20 marzo 2017     | Indian Wells Masters, Indian Wells (5)                 | Cemento       | Stan Wawrinka         | 6–4, 7–5                        |
| 91.  | 2 aprile 2017     | Miami Open, Miami (3)                                  | Cemento       | Rafael Nadal          | 6–3, 6–4                        |
| 92.  | 25 giugno 2017    | Halle Open, Halle (9)                                  | Erba          | Alexander Zverev      | 6–1, 6–3                        |
| 93.  | 16 luglio 2017    | Torneo di Wimbledon, Londra (8)                        | Erba          | Marin Čilić           | 6–3, 6–1, 6–4                   |
| 94.  | 15 ottobre 2017   | Shanghai Masters, Shanghai (2)                         | Cemento       | Rafael Nadal          | 6–4, 6–3                        |
| 95.  | 29 ottobre 2017   | Swiss Indoors, Basilea (8)                             | Cemento (i)   | Juan Martín del Potro | 6(5)–7, 6–4, 6–3                |
| 96.  | 28 gennaio 2018   | Australian Open, Melbourne (6)                         | Cemento       | Marin Čilić           | 6–2, 6(5)–7, 6–3, 3–6, 6–1      |
| 97.  | 18 febbraio 2018  | Rotterdam Open, Rotterdam (3)                          | Cemento (i)   | Grigor Dimitrov       | 6–2, 6–2                        |
| 98.  | 17 giugno 2018    | Stuttgart Open, Stoccarda                              | Erba          | Milos Raonic          | 6–4, 7–6(3)                     |
| 99.  | 28 ottobre 2018   | Swiss Indoors, Basilea (9)                             | Cemento (i)   | Marius Copil          | 7–6(5), 6–4                     |
| 100. | 2 marzo 2019      | Dubai Tennis Championships, Dubai (8)                  | Cemento       | Stefanos Tsitsipas    | 6–4, 6–4                        |
| 101. | 31 marzo 2019     | Miami Open, Miami (4)                                  | Cemento       | John Isner            | 6–1, 6–4                        |
| 102. | 23 giugno 2019    | Halle Open, Halle (10)                                 | Erba          | David Goffin          | 7–6(2), 6–1                     |
| 103. | 27 ottobre 2019   | Swiss Indoors, Basilea (10)                            | Cemento (i)   | Alex de Minaur        | 6–2, 6–2                        |

#### Finali perse (54)
| Legenda                                      |
| Grande Slam (11)                             |
| Tennis Masters Cup / ATP Finals (4)          |
| Masters Series / ATP Masters 1000 (22)       |
| Giochi olimpici (1)                          |
| International Series Gold / ATP Tour 500 (7) |
| International Series / ATP Tour 250 (9)      |

| N.  | Data              | Torneo                                 | Superficie    | Avversario in finale  | Punteggio                          |
| --- | ----------------- | -------------------------------------- | ------------- | --------------------- | ---------------------------------- |
| 1.  | 13 febbraio 2000  | Open 13, Marsiglia                     | Sintetico (i) | Marc Rosset           | 6–2, 3–6, 6(5)–7                   |
| 2.  | 29 ottobre 2000   | Swiss Indoors, Basilea (1)             | Sintetico (i) | Thomas Enqvist        | 2–6, 6–4, 6(4)–7, 6–1, 1–6         |
| 3.  | 25 febbraio 2001  | Rotterdam Open, Rotterdam              | Cemento (i)   | Nicolas Escudé        | 5–7, 6–3, 6(5)–7                   |
| 4.  | 28 ottobre 2001   | Swiss Indoors, Basilea (2)             | Sintetico (i) | Tim Henman            | 3–6, 4–6, 2–6                      |
| 5.  | 3 febbraio 2002   | Milan Indoor, Milano                   | Sintetico (i) | Davide Sanguinetti    | 6(2)–7, 6–4, 1–6                   |
| 6.  | 31 marzo 2002     | Miami Open, Miami                      | Cemento       | Andre Agassi          | 3–6, 3–6, 6–3, 4–6                 |
| 7.  | 11 maggio 2003    | Internazionali d'Italia, Roma (1)      | Terra rossa   | Félix Mantilla        | 5–7, 2–6, 6(10)–7                  |
| 8.  | 13 luglio 2003    | Swiss Open Gstaad, Gstaad              | Terra rossa   | Jiří Novák            | 7–5, 3–6, 3–6, 6–1, 3–6            |
| 9.  | 20 novembre 2005  | Tennis Masters Cup, Shanghai           | Sintetico (i) | David Nalbandian      | 7–6(4), 7–6(11), 2–6, 1–6, 6(3)–7  |
| 10. | 5 marzo 2006      | Dubai Tennis Championships, Dubai      | Cemento       | Rafael Nadal          | 6–2, 4–6, 4–6                      |
| 11. | 23 aprile 2006    | Monte Carlo Masters, Monte Carlo (1)   | Terra rossa   | Rafael Nadal          | 2–6, 7–6(2), 3–6, 6(5)–7           |
| 12. | 14 maggio 2006    | Internazionali d'Italia, Roma (2)      | Terra rossa   | Rafael Nadal          | 7–6(0), 6(5)–7, 4–6, 6–2, 6(5)–7   |
| 13. | 11 giugno 2006    | Roland Garros, Parigi (1)              | Terra rossa   | Rafael Nadal          | 6–1, 1–6, 4–6, 6(4)–7              |
| 14. | 22 aprile 2007    | Monte Carlo Masters, Monte Carlo (2)   | Terra rossa   | Rafael Nadal          | 4–6, 4–6                           |
| 15. | 10 giugno 2007    | Roland Garros, Parigi (2)              | Terra rossa   | Rafael Nadal          | 3–6, 6–4, 3–6, 4–6                 |
| 16. | 12 agosto 2007    | Canadian Open, Montréal (1)            | Cemento       | Novak Đoković         | 6(2)–7, 6–2, 6(2)–7                |
| 17. | 21 ottobre 2007   | Madrid Open, Madrid (1)                | Cemento (i)   | David Nalbandian      | 6–1, 3–6, 3–6                      |
| 18. | 27 aprile 2008    | Monte Carlo Masters, Monte Carlo (3)   | Terra rossa   | Rafael Nadal          | 5–7, 5–7                           |
| 19. | 18 maggio 2008    | German Open Hamburg, Amburgo           | Terra rossa   | Rafael Nadal          | 5–7, 7–6(3), 3–6                   |
| 20. | 8 giugno 2008     | Roland Garros, Parigi (3)              | Terra rossa   | Rafael Nadal          | 1–6, 3–6, 0–6                      |
| 21. | 6 luglio 2008     | Torneo di Wimbledon, Londra            | Erba          | Rafael Nadal          | 4–6, 4–6, 7–6(5), 7–6(8), 7–9      |
| 22. | 1º febbraio 2009  | Australian Open, Melbourne             | Cemento       | Rafael Nadal          | 5–7, 6–3, 6(3)–7, 6–3, 2–6         |
| 23. | 14 settembre 2009 | US Open, New York                      | Cemento       | Juan Martín del Potro | 6–3, 6(5)–7, 6–4, 6(4)–7, 2–6      |
| 24. | 8 novembre 2009   | Swiss Indoors, Basilea (3)             | Cemento (i)   | Novak Đoković         | 4–6, 6–4, 2–6                      |
| 25. | 16 maggio 2010    | Madrid Open, Madrid (2)                | Terra rossa   | Rafael Nadal          | 4–6, 6(5)–7                        |
| 26. | 13 giugno 2010    | Halle Open, Halle                      | Erba          | Lleyton Hewitt        | 6–3, 6(4)–7, 4–6                   |
| 27. | 16 agosto 2010    | Canadian Open, Toronto (2)             | Cemento       | Andy Murray           | 5–7, 5–7                           |
| 28. | 17 ottobre 2010   | Shanghai Masters, Shanghai             | Cemento       | Andy Murray           | 3–6, 2–6                           |
| 29. | 26 febbraio 2011  | Dubai Tennis Championships, Dubai (2)  | Cemento       | Novak Đoković         | 3–6, 3–6                           |
| 30. | 5 giugno 2011     | Roland Garros, Parigi (4)              | Terra rossa   | Rafael Nadal          | 5–7, 6(3)–7, 7–5, 1–6              |
| 31. | 17 giugno 2012    | Halle Open, Halle (2)                  | Erba          | Tommy Haas            | 6(5)–7, 4–6                        |
| 32. | 5 agosto 2012     | Giochi Olimpici, Londra                | Erba          | Andy Murray           | 2–6, 1–6, 4–6                      |
| 33. | 28 ottobre 2012   | Swiss Indoors, Basilea (4)             | Cemento (i)   | Juan Martín del Potro | 4–6, 7–6(5), 6(3)–7                |
| 34. | 12 novembre 2012  | ATP World Tour Finals, Londra (2)      | Cemento (i)   | Novak Đoković         | 6(6)–7, 5–7                        |
| 35. | 19 maggio 2013    | Internazionali d'Italia, Roma (3)      | Terra rossa   | Rafael Nadal          | 1–6, 3–6                           |
| 36. | 27 ottobre 2013   | Swiss Indoors, Basilea (5)             | Cemento (i)   | Juan Martín del Potro | 6(3)–7, 6–2, 4–6                   |
| 37. | 5 gennaio 2014    | Brisbane International, Brisbane       | Cemento       | Lleyton Hewitt        | 1–6, 6–4, 3–6                      |
| 38. | 16 marzo 2014     | Indian Wells Masters, Indian Wells     | Cemento       | Novak Đoković         | 6–3, 3–6, 6(3)–7                   |
| 39. | 20 aprile 2014    | Monte Carlo Masters, Monte Carlo (4)   | Terra rossa   | Stan Wawrinka         | 6–4, 6(5)–7, 2–6                   |
| 40. | 6 luglio 2014     | Torneo di Wimbledon, Londra (2)        | Erba          | Novak Đoković         | 7–6(7), 4–6, 6(4)–7, 7–5, 4–6      |
| 41. | 10 agosto 2014    | Canadian Open, Toronto (3)             | Cemento       | Jo-Wilfried Tsonga    | 5–7, 6(3)–7                        |
| 42. | 16 novembre 2014  | ATP World Tour Finals, Londra (3)      | Cemento (i)   | Novak Đoković         | Walkover                           |
| 43. | 22 marzo 2015     | Indian Wells Masters, Indian Wells (2) | Cemento       | Novak Đoković         | 3–6, 7–6(5), 2–6                   |
| 44. | 17 maggio 2015    | Internazionali d'Italia, Roma (4)      | Terra rossa   | Novak Đoković         | 4–6, 3–6                           |
| 45. | 12 luglio 2015    | Torneo di Wimbledon, Londra (3)        | Erba          | Novak Đoković         | 6(1)–7, 7–6(10), 4–6, 3–6          |
| 46. | 13 settembre 2015 | US Open, New York (2)                  | Cemento       | Novak Đoković         | 4–6, 7–5, 4–6, 4–6                 |
| 47. | 22 novembre 2015  | ATP World Tour Finals, Londra (4)      | Cemento (i)   | Novak Đoković         | 3–6, 4–6                           |
| 48. | 10 gennaio 2016   | Brisbane International, Brisbane (2)   | Cemento       | Milos Raonic          | 4–6, 4–6                           |
| 49. | 13 agosto 2017    | Canadian Open, Montréal (4)            | Cemento       | Alexander Zverev      | 3-6, 4-6                           |
| 50. | 18 marzo 2018     | Indian Wells Masters, Indian Wells (3) | Cemento       | Juan Martín del Potro | 4–6, 7–6(8), 6(2)–7                |
| 51. | 24 giugno 2018    | Halle Open, Halle (3)                  | Erba          | Borna Ćorić           | 6(8)–7, 6–3, 2–6                   |
| 52. | 19 agosto 2018    | Cincinnati Open, Cincinnati            | Cemento       | Novak Đoković         | 4–6, 4–6                           |
| 53. | 17 marzo 2019     | Indian Wells Masters, Indian Wells (4) | Cemento       | Dominic Thiem         | 6–3, 3–6, 5–7                      |
| 54. | 14 luglio 2019    | Torneo di Wimbledon, Londra (4)        | Erba          | Novak Đoković         | 6(5)–7, 6–1, 6(4)–7, 6–4, 12(3)–13 |

### Doppio

#### Vittorie (8)
| Legenda                                          |
| Grande Slam (0)                                  |
| Tennis Masters Cup / ATP Finals (0)              |
| Masters Series / ATP Masters 1000 (1)            |
| Giochi olimpici (1)                              |
| ATP International Series Gold / ATP Tour 500 (3) |
| ATP International Series / ATP Tour 250 (3)      |

| N. | Data             | Torneo                               | Superficie    | Compagno       | Avversari in finale            | Punteggio             |
| 1. | 19 febbraio 2001 | Rotterdam Open, Rotterdam            | Cemento       | Jonas Björkman | Petr Pála Pavel Vízner         | 6–3, 6–0              |
| 2. | 9 agosto 2001    | Swiss Open Gstaad, Gstaad            | Terra rossa   | Marat Safin    | Michael Hill Jeff Tarango      | 0–1 rit.              |
| 3. | 18 febbraio 2002 | Rotterdam Open, Rotterdam (2)        | Cemento       | Maks Mirny     | Mark Knowles Daniel Nestor     | 4–6, 6–3, [10–4]      |
| 4. | 30 agosto 2002   | Kremlin Cup, Mosca                   | Sintetico (i) | Maks Mirny     | Joshua Eagle Sandon Stolle     | 6–4, 7–6(0)           |
| 5. | 17 marzo 2003    | Miami Open, Miami                    | Cemento       | Maks Mirny     | Leander Paes David Rikl        | 7–5, 6–3              |
| 6. | 6 ottobre 2003   | Vienna Open, Vienna                  | Cemento       | Yves Allegro   | Mahesh Bhupathi Maks Mirny     | 7–6(7), 7–5           |
| 7. | 6 giugno 2005    | Halle Open, Halle                    | Erba          | Yves Allegro   | Joachim Johansson Marat Safin  | 7–5, 6(6)–7, 6–3      |
| 8. | 16 agosto 2008   | Giochi della XXIX Olimpiade, Pechino | Cemento       | Stan Wawrinka  | Simon Aspelin Thomas Johansson | 6–3, 6–4, 6(4)–7, 6–3 |

#### Finali perse (6)
| Legenda                                          |
| Grande Slam (0)                                  |
| Tennis Masters Cup / ATP Finals (0)              |
| Masters Series / ATP Masters 1000 (2)            |
| Giochi olimpici (0)                              |
| ATP International Series Gold / ATP Tour 500 (1) |
| ATP International Series / ATP Tour 250 (3)      |

| N. | Data             | Torneo                                 | Superficie    | Compagno          | Avversari in finale                 | Punteggio           |
| 1. | 29 ottobre 2000  | Swiss Indoors, Basilea                 | Sintetico (i) | Dominik Hrbatý    | Donald Johnson Piet Norval          | 6(9)–7, 6–4, 6(4)–7 |
| 2. | 17 marzo 2002    | Indian Wells Masters, Indian Wells (1) | Cemento       | Maks Mirny        | Mark Knowles Daniel Nestor          | 4–6, 4–6            |
| 3. | 23 febbraio 2003 | Rotterdam Open, Rotterdam              | Cemento (i)   | Maks Mirny        | Wayne Arthurs Paul Hanley           | 6(2)–7, 2–6         |
| 4. | 3 ottobre 2004   | Thailand Open, Bangkok                 | Cemento (i)   | Yves Allegro      | Justin Gimelstob Graydon Oliver     | 7–5, 4–6, 4–6       |
| 5. | 19 marzo 2011    | Indian Wells Masters, Indian Wells (2) | Cemento       | Stan Wawrinka     | Aleksandr Dolhopolov Xavier Malisse | 4–6, 7–6(5), [7–10] |
| 6. | 15 giugno 2014   | Halle Open, Halle                      | Erba          | Marco Chiudinelli | Andre Begemann Julian Knowle        | 6–1, 5–7, [10–12]   |

### Vittorie nelle competizioni a squadre (7)
| Legenda         |
| --------------- |
| Hopman Cup (3)  |
| Laver Cup (3)   |
| Coppa Davis (1) |

| N. | Data                | Torneo                       | Superficie      | Compagno/i                                     | Avversari in finale                                              | Punteggio |
| -- | ------------------- | ---------------------------- | --------------- | ---------------------------------------------- | ---------------------------------------------------------------- | --------- |
| 1. | 6 gennaio 2001      | Hopman Cup, Perth, Australia | Cemento (i)     | Martina Hingis                                 | Monica Seles Jan-Michael Gambill                                 | 2–1       |
| 2. | 21–23 novembre 2014 | Coppa Davis, Lilla, Francia  | Terra rossa (i) | Stan Wawrinka Marco Chiudinelli Michael Lammer | Jo-Wilfried Tsonga Gaël Monfils Julien Benneteau Richard Gasquet | 3–1       |
| 3. | 24 settembre 2017   | Laver Cup, Praga             | Cemento (i)     | Team Europe                                    | Team World                                                       | 15-9      |
| 4. | 6 gennaio 2018      | Hopman Cup, Perth, Australia | Cemento (i)     | Belinda Bencic                                 | Angelique Kerber Alexander Zverev                                | 2–1       |
| 5. | 23 settembre 2018   | Laver Cup, Chicago           | Cemento (i)     | Team Europe                                    | Team World                                                       | 13-8      |
| 6. | 5 gennaio 2019      | Hopman Cup, Perth, Australia | Cemento (i)     | Belinda Bencic                                 | Angelique Kerber Alexander Zverev                                | 2–1       |
| 7. | 22 settembre 2019   | Laver Cup, Ginevra           | Cemento (i)     | Team Europe                                    | Team World                                                       | 13-11     |

### Tornei minori

#### Singolare

##### Vittorie (1)
| Legenda tornei minori |
| Challenger (1)        |
| Futures (0)           |

| N. | Data            | Torneo                  | Superficie  | Avversario in finale | Punteggio   |
| 1. | 25 ottobre 1999 | Brest Challenger, Brest | Cemento (i) | Maks Mirny           | 7–6(4), 6–3 |

#### Doppio

##### Vittorie (1)
| Legenda tornei minori |
| Challenger (1)        |
| Futures (0)           |

| N. | Data          | Torneo                        | Superficie | Compagno     | Avversari in finale             | Punteggio   |
| 1. | 2 agosto 1999 | Open Castilla y León, Segovia | Cemento    | Sander Groen | Ota Fukárek Alejandro Hernández | 6–4, 7–6(5) |

## Risultati in progressione
| V | F | SF | QF | #T | RR | Q# | A | Z# | PO | O | F-A | SF-B | ND |

(V) Torneo vinto; raggiunto (F) finale, (SF) semifinale, (QF) quarti di finale, (#T) turni 4, 3, 2, 1; (RR) round - robin; (Q#) Turno di qualificazione; (A) assente dal torneo; (Z#) Zona gruppo Coppa Davis/Fed Cup (con indicazione numero); (PO) play-off Coppa Davis o Fed Cup; vinto un (O) oro, (F-A) argento o (SF-B) bronzo ai Giochi Olimpici; (ND) torneo non disputato.
| Torneo                                | 1998          | 1999          | 2000          | 2001          | 2002          | 2003          | 2004          | 2005          | 2006          | 2007          | 2008          | 2009           | 2010           | 2011           | 2012           | 2013           | 2014           | 2015           | 2016           | 2017           | 2018           | 2019           | 2020           | 2021           | 2022           | Titoli        | V-S             |
| Grande Slam                           |               |               |               |               |               |               |               |               |               |               |               |                |                |                |                |                |                |                |                |                |                |                |                |                |                |               |                 |
| Australian Open                       | A             | Q1            | 3T            | 3T            | 4T            | 4T            | V             | SF            | V             | V             | SF            | F              | V              | SF             | SF             | SF             | SF             | 3T             | SF             | V              | V              | 4T             | SF             | A              | A              | 6 / 21        | 102–15          |
| Roland Garros                         | A             | 1T            | 4T            | QF            | 1T            | 1T            | 3T            | SF            | F             | F             | F             | V              | QF             | F              | SF             | QF             | 4T             | QF             | A              | A              | A              | SF             | A              | 4T             | A              | 1 / 19        | 73–17           |
| Wimbledon                             | A             | 1T            | 1T            | QF            | 1T            | V             | V             | V             | V             | V             | F             | V              | QF             | QF             | V              | 2T             | F              | F              | SF             | V              | QF             | F              | ND             | QF             | A              | 8 / 22        | 105–14          |
| US Open                               | A             | Q2            | 3T            | 4T            | 4T            | 4T            | V             | V             | V             | V             | V             | F              | SF             | SF             | QF             | 4T             | SF             | F              | A              | QF             | 4T             | QF             | A              | A              | A              | 5 / 19        | 89–14           |
| Titoli                                | 0             | 0             | 0             | 0             | 0             | 1             | 3             | 2             | 3             | 3             | 1             | 2              | 1              | 0              | 1              | 0              | 0              | 0              | 0              | 2              | 1              | 0              | 0              | 0              | 0              | 20 / 81       | 20 / 81         |
| Vittorie-Sconfitte                    | 0–0           | 0–2           | 7–4           | 13–4          | 6–4           | 13–3          | 22–1          | 24–2          | 27–1          | 26–1          | 24–3          | 26–2           | 20–3           | 20–4           | 19–3           | 13–4           | 19–4           | 18–4           | 10–2           | 18–1           | 14–2           | 18–4           | 5–1            | 7–1            | 0–0            | N/A           | 369–60          |
| Tennis Masters Cup / ATP Finals       |               |               |               |               |               |               |               |               |               |               |               |                |                |                |                |                |                |                |                |                |                |                |                |                |                |               |                 |
| ATP Finals                            | NQ            | NQ            | NQ            | NQ            | SF            | V             | V             | F             | V             | V             | RR            | SF             | V              | V              | F              | SF             | F              | F              | NQ             | SF             | SF             | SF             | A              | NQ             | NQ             | 6 / 17        | 59–17           |
| Vittorie-Sconfitte                    | -             | -             | -             | -             | 3–1           | 5–0           | 5–0           | 4–1           | 5–0           | 4–1           | 1–2           | 2–2            | 5–0            | 5–0            | 3–2            | 2–2            | 4–0            | 4–1            | -              | 3–1            | 2–2            | 2–2            | 0–0            | -              | -              | N/A           | 59–17           |
| Nazionale e Laver Cup                 |               |               |               |               |               |               |               |               |               |               |               |                |                |                |                |                |                |                |                |                |                |                |                |                |                |               |                 |
| Coppa Davis                           | A             | QF            | PO            | QF            | PO            | SF            | QF            | PO            | PO            | PO            | PO            | PO             | A              | PO             | 1T             | A              | V              | PO             | A              | A              | A              | A              | A              | A              | A              | 1 / 15        | 40–8            |
| Giochi Olimpici                       | Non disputati | Non disputati | SF            | Non disputati | Non disputati | Non disputati | 2T            | Non disputati | Non disputati | Non disputati | QF            | Non disputati  | Non disputati  | Non disputati  | F              | Non disputati  | Non disputati  | Non disputati  | A              | Non disputati  | Non disputati  | Non disputati  | Non disputati  | A              | ND             | 0 / 4         | 13–5            |
| Laver Cup                             | Non disputata | Non disputata | Non disputata | Non disputata | Non disputata | Non disputata | Non disputata | Non disputata | Non disputata | Non disputata | Non disputata | Non disputata  | Non disputata  | Non disputata  | Non disputata  | Non disputata  | Non disputata  | Non disputata  | Non disputata  | V              | V              | V              | ND             | A              | F              | 3 / 3         | 6–0             |
| Hopman Cup                            | A             | A             | A             | V             | RR            | A             | A             | A             | A             | A             | A             | A              | A              | A              | A              | A              | A              | A              | A              | RR             | V              | V              | Non disputata  | Non disputata  | Non disputata  | 3 / 5         | 14–4            |
| Titoli                                | 0             | 0             | 0             | 0             | 0             | 0             | 0             | 0             | 0             | 0             | 0             | 0              | 0              | 0              | 0              | 0              | 1              | 0              | 0              | 0              | 0              | 0              | 0              | 0              | 0              | 1 / 19        | N/A             |
| Vittorie-Sconfitte                    | 0–0           | 1–3           | 6–3           | 3–1           | 4–0           | 5–1           | 5–1           | 1–2           | 2–0           | 2–0           | 4–1           | 2–0            | 0–0            | 3–0            | 7–2            | 0–0            | 6–1            | 2–0            | 0–0            | 2–0            | 2–0            | 2–0            | 0–0            | 0–0            | 0–0            | N/A           | 55–13           |
| ATP Masters Series / ATP Masters 1000 |               |               |               |               |               |               |               |               |               |               |               |                |                |                |                |                |                |                |                |                |                |                |                |                |                |               |                 |
| Indian Wells                          | A             | A             | Q1            | 1T            | 3T            | 2T            | V             | V             | V             | 2T            | SF            | SF             | 3T             | SF             | V              | QF             | F              | F              | A              | V              | F              | F              | ND             | A              | A              | 5 / 18        | 66–13           |
| Miami                                 | A             | 1T            | 2T            | QF            | F             | QF            | 3T            | V             | V             | 4T            | QF            | SF             | 4T             | SF             | 3T             | A              | QF             | A              | A              | V              | 2T             | V              | ND             | A              | A              | 4 / 18        | 56–14           |
| Monte Carlo                           | A             | 1T            | 1T            | QF            | 2T            | A             | A             | QF            | F             | F             | F             | 3T             | A              | QF             | A              | A              | F              | 3T             | QF             | A              | A              | A              | ND             | A              | A              | 0 / 13        | 30–13           |
| Madrid1                               | A             | A             | 1T            | 1T            | V             | 3T            | V             | V             | A             | V             | F             | V              | F              | SF             | V              | 3T             | A              | 2T             | A              | A              | A              | QF             | ND             | A              | A              | 6 / 15        | 49–9            |
| Roma                                  | A             | A             | 1T            | 3T            | 1T            | F             | 2T            | A             | F             | 3T            | QF            | SF             | 2T             | 3T             | SF             | F              | 2T             | F              | 3T             | A              | A              | QF             | A              | A              | A              | 0 / 17        | 34–16           |
| Montréal / Toronto                    | A             | A             | 1T            | A             | 1T            | SF            | V             | A             | V             | F             | 2T            | QF             | F              | 3T             | A              | A              | F              | A              | A              | F              | A              | A              | ND             | A              | A              | 2 / 12        | 35–10           |
| Cincinnati                            | A             | A             | 1T            | A             | 1T            | 2T            | 1T            | V             | 2T            | V             | 3T            | V              | V              | QF             | V              | QF             | V              | V              | A              | A              | F              | 3T             | A              | A              | A              | 7 / 17        | 47–10           |
| Shanghai2                             | A             | A             | 2T            | 2T            | QF            | SF            | A             | A             | V             | F             | SF            | A              | F              | A              | SF             | 3T             | V              | 2T             | A              | V              | SF             | QF             | ND             | ND             | A              | 3 / 15        | 41–12           |
| Parigi                                | A             | A             | 1T            | 2T            | QF            | QF            | A             | A             | A             | 3T            | QF            | 2T             | SF             | V              | A              | SF             | QF             | 3T             | A              | A              | SF             | A              | A              | A              | A              | 1 / 13        | 23–11           |
| Titoli                                | 0             | 0             | 0             | 0             | 1             | 0             | 3             | 4             | 4             | 2             | 0             | 2              | 1              | 1              | 3              | 0              | 2              | 1              | 0              | 3              | 0              | 1              | 0              | 0              | 0              | 28 / 138      | N/A             |
| Vittorie-Sconfitte                    | 0–0           | 0–2           | 2–8           | 8–7           | 18–8          | 21–8          | 20–3          | 27–1          | 34–3          | 26–7          | 22–8          | 24–6           | 22–7           | 22–7           | 21–3           | 14–6           | 28–6           | 16–6           | 3–2            | 20–1           | 14–5           | 17–4           | 0–0            | 0–0            | 0–0            | N/A           | 381–108         |
| Statistiche carriera                  |               |               |               |               |               |               |               |               |               |               |               |                |                |                |                |                |                |                |                |                |                |                |                |                |                |               |                 |
|                                       | 1998          | 1999          | 2000          | 2001          | 2002          | 2003          | 2004          | 2005          | 2006          | 2007          | 2008          | 2009           | 2010           | 2011           | 2012           | 2013           | 2014           | 2015           | 2016           | 2017           | 2018           | 2019           | 2020           | 2021           | 2022           | Titoli        | V-S             |
| Tornei ATP disputati                  | 3             | 14            | 28            | 21            | 25            | 23            | 17            | 15            | 17            | 16            | 19            | 15             | 18             | 16             | 17             | 17             | 17             | 17             | 7              | 12             | 13             | 14             | 1              | 5              | 0              | 367           | N/A             |
| Finali ATP perse                      | 0             | 0             | 2             | 2             | 2             | 2             | 0             | 1             | 4             | 4             | 4             | 3              | 4              | 2              | 4              | 2              | 6              | 5              | 1              | 1              | 3              | 2              | 0              | 0              | 0              | 54            | N/A             |
| Tornei ATP vinti                      | 0             | 0             | 0             | 1             | 3             | 7             | 11            | 11            | 12            | 8             | 4             | 4              | 5              | 4              | 6              | 1              | 5              | 6              | 0              | 7              | 4              | 4              | 0              | 0              | 0              | 103           | N/A             |
| Statistiche per superficie            |               |               |               |               |               |               |               |               |               |               |               |                |                |                |                |                |                |                |                |                |                |                |                |                |                |               |                 |
| Cemento                               | 2–2           | 4–6           | 27–16         | 21–9          | 30–11         | 46–11         | 46–4          | 50–1          | 59–2          | 44–6          | 34–10         | 36–10          | 47–7           | 46–7           | 41–7           | 28–11          | 56–7           | 39–6           | 8–2            | 42-4           | 36–8           | 33–7           | 5–1            | 1–1            | 0–0            | 71 / 226      | 783–155 (83,4%) |
| Erba                                  | 0–0           | 0–2           | 2–3           | 9–3           | 5–3           | 12–0          | 12–0          | 12–0          | 12–0          | 6–0           | 11–1          | 7–0            | 8–2            | 6–1            | 15–2           | 5–1            | 9–1            | 11–1           | 10–3           | 12–1           | 12–2           | 11–1           | 0–0            | 5–2            | 0–0            | 19 / 48       | 192–29 (86,88%) |
| Terra rossa                           | 0–1           | 0–5           | 3–7           | 9–5           | 12–4          | 15–4          | 16–2          | 15–2          | 16–3          | 16–3          | 21–4          | 18–2           | 10–4           | 12–4           | 15–3           | 12–5           | 8–4            | 13–4           | 3–2            | 0–0            | 0–0            | 9–2            | 0–0            | 3–1            | 0–0            | 11 / 83       | 226–71 (76,1%)  |
| Sintetico                             | 0–1           | 6–4           | 7–4           | 10–4          | 11–4          | 5–2           | 0–0           | 4–1           | 5–0           | 2–0           | 0–0           | Non più in uso | Non più in uso | Non più in uso | Non più in uso | Non più in uso | Non più in uso | Non più in uso | Non più in uso | Non più in uso | Non più in uso | Non più in uso | Non più in uso | Non più in uso | Non più in uso | 2 / 18        | 50–20 (71,4%)   |
| All'aperto                            | 0–1           | 1–10          | 15–20         | 28–13         | 34–15         | 55–13         | 63–5          | 66–3          | 75–5          | 52–6          | 54–12         | 55–8           | 48–12          | 48–12          | 60–8           | 34–12          | 56–10          | 51–9           | 21–7           | 46-4           | 34–7           | 45–8           | 5–1            | 9–4            | 0–0            | 77 / 284      | 953–205 (82,3%) |
| Al chiuso                             | 2–2           | 12–7          | 21–10         | 21–8          | 24–7          | 23–4          | 11–1          | 15–1          | 17–0          | 16–3          | 12–3          | 6–4            | 17–1           | 16–0           | 11–4           | 11–5           | 17–2           | 12–2           | 0–0            | 8–1            | 14-3           | 8–2            | 0–0            | 0–0            | 0–0            | 26 / 95       | 298–70 (80,9%)  |
| Vittorie-Sconfitte                    | 2–3           | 13–17         | 36–30         | 49–21         | 58–22         | 78–17         | 74–6          | 81–4          | 92–5          | 68–9          | 66–15         | 61–12          | 65–13          | 64–12          | 71–12          | 45–17          | 73–12          | 63–11          | 21–7           | 54–5           | 48–10          | 53–10          | 5–1            | 9–4            | 0–0            | 1251–275      | 1251–275        |
| Vittorie (%)                          | 40,0%         | 43,3%         | 54,5%         | 70,0%         | 72,5%         | 82,1%         | 92,5%         | 95,2%         | 94,8%         | 88,3%         | 81,4%         | 83,5%          | 83,3%          | 84,2%          | 85,5%          | 72,5%          | 85,8%          | 85,1%          | 75,0%          | 91,5%          | 82,8%          | 84,1%          | 83,3%          | 69,2%          | 0%             | 81,9%         | 81,9%           |
| Ranking                               | 301           | 64            | 29            | 13            | 6             | 2             | 1             | 1             | 1             | 1             | 2             | 1              | 2              | 3              | 2              | 6              | 2              | 3              | 16             | 2              | 3              | 3              | 5              | 16             | /              | 130 594 339 $ | 130 594 339 $   |

 1 Masters di Amburgo fino al 2008, Masters di Madrid 2009 – presente.
2 Masters di Stoccarda fino al 2001, Masters di Madrid dal 2002 – 2008, Masters di Shanghai 2009 – presente.

## Testa a testa con altri giocatori

### Vittorie contro top 10 per stagione
| Anno     | 1999 | 2000 | 2001 | 2002 | 2003 | 2004 | 2005 | 2006 | 2007 | 2008 | 2009 | 2010 | 2011 | 2012 | 2013 | 2014 | 2015 | 2016 | 2017 | 2018 | 2019 | 2020 | 2021 | Totale |
| -------- | ---- | ---- | ---- | ---- | ---- | ---- | ---- | ---- | ---- | ---- | ---- | ---- | ---- | ---- | ---- | ---- | ---- | ---- | ---- | ---- | ---- | ---- | ---- | ------ |
| Vittorie | 1    | 3    | 5    | 10   | 9    | 18   | 15   | 19   | 17   | 7    | 15   | 16   | 10   | 16   | 4    | 17   | 15   | 1    | 14   | 4    | 7    | 0    | 0    | 223    |

| Anno | N.   | Avversario            | Ranking | Torneo                               | Superficie         | Turno | Punteggio                       |
| 1999 | 1.   | Carlos Moyá           | 5       | Open 13, Marsiglia                   | Cemento indoor     | 1T    | 7–6(1), 3–6, 6–3                |
| 2000 | 2.   | Nicolas Kiefer        | 4       | Milan Indoor, Milano                 | Cemento indoor     | 1T    | 6–2, 6–3                        |
| 2000 | 3.   | Magnus Norman         | 4       | Vienna Open, Vienna                  | Cemento indoor     | 1T    | 4–6, 7–6(4), 6–4                |
| 2000 | 4.   | Lleyton Hewitt        | 9       | Swiss Indoors, Basilea               | Sintetico indoor   | SF    | 6–4, 5–7, 7–6(6)                |
| 2001 | 5.   | Evgenij Kafel'nikov   | 7       | Milan Indoor, Milano                 | Sintetico indoor   | SF    | 6–2, 6–74, 6–3                  |
| 2001 | 6.   | Àlex Corretja         | 8       | Rotterdam Open, Rotterdam            | Cemento indoor     | QF    | 6–4, 6–2                        |
| 2001 | 7.   | Arnaud Clément        | 10      | Coppa Davis, Neuchâtel               | Sintetico indoor   | RR    | 6–4, 3–6, 7–6(5), 6–4           |
| 2001 | 8.   | Marat Safin           | 2       | Internazionali d'Italia, Roma        | Terra rossa        | 2T    | 4–6, 6–4, 7–6(5)                |
| 2001 | 9.   | Pete Sampras          | 6       | Wimbledon, Londra                    | Erba               | 4T    | 7–6(7), 5–7, 6–4, 6(2)–7, 7–5   |
| 2002 | 10.  | Marat Safin           | 7       | Coppa Davis, Mosca                   | Terra rossa indoor | RR    | 7–5, 6–1, 6–2                   |
| 2002 | 11.  | Evgenij Kafel'nikov   | 4       | Coppa Davis, Mosca                   | Terra rossa indoor | RR    | 7–6(6), 6–1, 6–1                |
| 2002 | 12.  | Tim Henman            | 6       | Miami Open, Miami                    | Cemento            | 4T    | 6–2, rit.                       |
| 2002 | 13.  | Lleyton Hewitt        | 1       | Miami, USA                           | Cemento            | SF    | 6–3, 6–4                        |
| 2002 | 14.  | Gustavo Kuerten       | 7       | German Open Hamburg, Amburgo         | Terra rossa        | QF    | 6–0, 1–6, 6–2                   |
| 2002 | 15.  | Marat Safin           | 5       | German Open Hamburg, Amburgo         | Terra rossa        | F     | 6–1, 6–3, 6–4                   |
| 2002 | 16.  | Carlos Moyá           | 9       | Vienna Open, Vienna                  | Cemento indoor     | SF    | 6–2, 6–3                        |
| 2002 | 17.  | Tommy Haas            | 7       | Paris Masters, Parigi                | Sintetico indoor   | 3T    | 6–2, 7–6(2)                     |
| 2002 | 18.  | Juan Carlos Ferrero   | 4       | Tennis Masters Cup, Shanghai         | Cemento indoor     | RR    | 6–3, 6–4                        |
| 2002 | 19.  | Jirí Novák            | 7       | Tennis Masters Cup, Shanghai         | Cemento indoor     | RR    | 6–0, 4–6, 6–2                   |
| 2003 | 20.  | Jirí Novák            | 10      | Dubai Tennis Championships, Dubai    | Cemento            | F     | 6–1, 7–6(2)                     |
| 2003 | 21.  | Juan Carlos Ferrero   | 3       | Internazionali d'Italia, Roma        | Terra rossa        | SF    | 6–4, 4–2 rit.                   |
| 2003 | 22.  | Andy Roddick          | 6       | Wimbledon, Londra                    | Erba               | SF    | 7–6(6), 6–3, 6–3                |
| 2003 | 23.  | Carlos Moyá           | 7       | Vienna Open, Vienna                  | Cemento indoor     | F     | 6–3, 6–3, 6–3                   |
| 2003 | 24.  | Andre Agassi          | 5       | Tennis Masters Cup, Houston          | Cemento            | RR    | 6(3)–7, 6–3, 7–6(7)             |
| 2003 | 25.  | David Nalbandian      | 8       | Tennis Masters Cup, Houston          | Cemento            | RR    | 6–3, 6–0                        |
| 2003 | 26.  | Juan Carlos Ferrero   | 2       | Tennis Masters Cup, Houston          | Cemento            | RR    | 6–3, 6–1                        |
| 2003 | 27.  | Andy Roddick          | 1       | Tennis Masters Cup, Houston          | Cemento            | SF    | 7–6(2), 6–2                     |
| 2003 | 28.  | Andre Agassi          | 5       | Tennis Masters Cup, Houston          | Cemento            | F     | 6–3, 6–0, 6–4                   |
| 2004 | 29.  | David Nalbandian      | 8       | Australian Open, Melbourne           | Cemento            | QF    | 7–5, 6–4, 5–7, 6–3              |
| 2004 | 30.  | Juan Carlos Ferrero   | 3       | Australian Open, Melbourne           | Cemento            | SF    | 6–4, 6–1, 6–4                   |
| 2004 | 31.  | Andre Agassi          | 5       | Indian Wells Masters, Indian Wells   | Cemento            | SF    | 4–6, 6–3, 6–4                   |
| 2004 | 32.  | Tim Henman            | 10      | , Indian Wells Masters, Indian Wells | Cemento            | F     | 6–3, 6–3                        |
| 2004 | 33.  | Carlos Moyá           | 8       | German Open Hamburg, Amburgo         | Terra rossa        | QF    | 6–4, 6–3                        |
| 2004 | 34.  | Guillermo Coria       | 3       | German Open Hamburg, Amburgo         | Terra rossa        | F     | 4–6, 6–4, 6–2, 6–3              |
| 2004 | 35.  | Lleyton Hewitt        | 10      | Wimbledon, Londra                    | Erba               | QF    | 6–1, 6(1)–7, 6–0, 6–4           |
| 2004 | 36.  | Andy Roddick          | 2       | Wimbledon, Londra                    | Erba               | F     | 4–6, 7–5, 7–6(3), 6–4           |
| 2004 | 37.  | Andy Roddick          | 2       | Canadian Open, Toronto               | Cemento            | F     | 7–5, 6–3                        |
| 2004 | 38.  | Andre Agassi          | 7       | US Open, New York                    | Cemento            | QF    | 6–3, 2–6, 7–5, 3–6, 6–3         |
| 2004 | 39.  | Tim Henman            | 6       | US Open, New York                    | Cemento            | SF    | 6–3, 6–4, 6–4                   |
| 2004 | 40.  | Lleyton Hewitt        | 5       | US Open, New York                    | Cemento            | F     | 6–0, 7–6(3), 6–0                |
| 2004 | 41.  | Andy Roddick          | 2       | Thailand Open, Bangkok               | Cemento indoor     | F     | 6–4, 6–0                        |
| 2004 | 42.  | Gastón Gaudio         | 10      | Tennis Masters Cup, Houston          | Cemento            | RR    | 6–1, 7–6(4)                     |
| 2004 | 43.  | Lleyton Hewitt        | 3       | Tennis Masters Cup, Houston          | Cemento            | RR    | 6–3, 6–4                        |
| 2004 | 44.  | Carlos Moyá           | 5       | Tennis Masters Cup, Houston          | Cemento            | RR    | 6–3, 3–6, 6–3                   |
| 2004 | 45.  | Marat Safin           | 4       | Tennis Masters Cup, Houston          | Cemento            | SF    | 6–3, 7–6(18)                    |
| 2004 | 46.  | Lleyton Hewitt        | 3       | Tennis Masters Cup, Houston          | Cemento            | F     | 6–3, 6–2                        |
| 2005 | 47.  | Andre Agassi          | 8       | Australian Open, Melbourne           | Cemento            | QF    | 6–3, 6–4, 6–4                   |
| 2005 | 48.  | Andre Agassi          | 10      | Dubai Tennis Championships, Dubai    | Cemento            | QF    | 6–3, 6–1                        |
| 2005 | 49.  | Lleyton Hewitt        | 2       | Indian Wells Masters, Indian Wells   | Cemento            | F     | 6–2, 6–4, 6–4                   |
| 2005 | 50.  | Tim Henman            | 7       | Miami Open, Miami, USA               | Cemento            | QF    | 6–4, 6–2                        |
| 2005 | 51.  | Andre Agassi          | 10      | Miami Open, Miami                    | Cemento            | SF    | 6–4, 6–3                        |
| 2005 | 52.  | Guillermo Coria       | 8       | German Open Hamburg, Amburgo         | Terra rossa        | QF    | 6–4, 7–6(3)                     |
| 2005 | 53.  | Marat Safin           | 5       | Halle Open, Halle                    | Erba               | F     | 6–4, 6(6)–7, 6–4                |
| 2005 | 54.  | Lleyton Hewitt        | 2       | Wimbledon, Londra                    | Erba               | SF    | 6–3, 6–4, 7–6(4)                |
| 2005 | 55.  | Andy Roddick          | 4       | Wimbledon, Londra                    | Erba               | F     | 6–2, 7–6(2), 6–4                |
| 2005 | 56.  | Andy Roddick          | 5       | Cincinnati Open, Cincinnati          | Cemento            | F     | 6–3, 7–5                        |
| 2005 | 57.  | Lleyton Hewitt        | 4       | US Open, New York                    | Cemento            | SF    | 6–3, 7–6(0), 4–6, 6–3           |
| 2005 | 58.  | Andre Agassi          | 7       | US Open, New York                    | Cemento            | F     | 6–3, 2–6, 7–6(1), 6–1           |
| 2005 | 59.  | Ivan Ljubičić         | 8       | Tennis Masters Cup, Shanghai         | Sintetico indoor   | RR    | 6–3, 2–6, 7–6(4)                |
| 2005 | 60.  | Guillermo Coria       | 6       | Tennis Masters Cup, Shanghai         | Sintetico indoor   | RR    | 6–0, 1–6, 6–2                   |
| 2005 | 61.  | Gastón Gaudio         | 9       | Tennis Masters Cup, Shanghai         | Sintetico indoor   | SF    | 6–0, 6–0                        |
| 2006 | 62.  | Nikolaj Davydenko     | 5       | Australian Open, Melbourne           | Cemento            | QF    | 6–4, 3–6, 7–6(7), 7–6(5)        |
| 2006 | 63.  | Ivan Ljubičić         | 6       | Indian Wells Masters, Indian Wells   | Cemento            | QF    | 6–2, 6–3                        |
| 2006 | 64.  | James Blake           | 9       | Miami Open, Miami                    | Cemento            | QF    | 7–6(2), 6–4                     |
| 2006 | 65.  | Ivan Ljubičić         | 6       | Miami Open, Miami                    | Cemento            | F     | 7–6(5), 7–6(4), 7–6(6)          |
| 2006 | 66.  | David Nalbandian      | 3       | Internazionali d'Italia, Roma        | Terra rossa        | SF    | 6–3, 3–6, 7–6(5)                |
| 2006 | 67.  | David Nalbandian      | 3       | Roland Garros, Parigi                | Terra rossa        | SF    | 3–6, 6–4, 5–2 rit.              |
| 2006 | 68.  | Mario Ančić           | 10      | Wimbledon, Londra                    | Erba               | QF    | 6–4, 6–4, 6–4                   |
| 2006 | 69.  | Rafael Nadal          | 2       | Wimbledon, Londra                    | Erba               | F     | 6–0, 7–6(5), 6(2)–7, 6–3        |
| 2006 | 70.  | James Blake           | 7       | US Open, New York                    | Cemento            | QF    | 7–6(7), 6–0, 6(9)–7, 6–4        |
| 2006 | 71.  | Nikolaj Davydenko     | 6       | US Open, New York                    | Cemento            | SF    | 6–1, 7–5, 6–4                   |
| 2006 | 72.  | Andy Roddick          | 10      | US Open, New York                    | Cemento            | F     | 6–2, 4–6, 7–5, 6–1              |
| 2006 | 73.  | David Nalbandian      | 4       | Madrid Open, Madrid                  | Cemento indoor     | SF    | 6–4, 6–0                        |
| 2006 | 74.  | Fernando González     | 10      | Madrid Open, Madrid                  | Cemento indoor     | F     | 7–5, 6–1, 6–0                   |
| 2006 | 75.  | Fernando González     | 7       | Swiss Indoors, Basilea               | Sintetico indoor   | F     | 6–3, 6–2, 7–6(3)                |
| 2006 | 76.  | David Nalbandian      | 7       | Tennis Masters Cup, Shanghai         | Cemento indoor     | RR    | 3–6, 6–1, 6–1                   |
| 2006 | 77.  | Andy Roddick          | 5       | Tennis Masters Cup, Shanghai         | Cemento indoor     | RR    | 4–6, 7–6(8), 6–4                |
| 2006 | 78.  | Ivan Ljubičić         | 4       | Tennis Masters Cup, Shanghai         | Cemento indoor     | RR    | 7–6(2), 6–4                     |
| 2006 | 79.  | Rafael Nadal          | 2       | Tennis Masters Cup, Shanghai         | Cemento indoor     | SF    | 6–4, 7–5                        |
| 2006 | 80.  | James Blake           | 8       | Tennis Masters Cup, Shanghai         | Cemento indoor     | F     | 6–0, 6–3, 6–4                   |
| 2007 | 81.  | Tommy Robredo         | 6       | Australian Open, Melbourne           | Cemento            | QF    | 6–3, 7–6(2), 7–5                |
| 2007 | 82.  | Andy Roddick          | 7       | Australian Open, Melbourne           | Cemento            | SF    | 6–4, 6–0, 6–2                   |
| 2007 | 83.  | Fernando González     | 9       | Australian Open, Melbourne           | Cemento            | F     | 7–6(2), 6–4, 6–4                |
| 2007 | 84.  | Tommy Haas            | 9       | Dubai Tennis Championships, Dubai    | Cemento            | SF    | 6–4, 7–5                        |
| 2007 | 85.  | Rafael Nadal          | 2       | German Open Hamburg, Amburgo         | Terra rossa        | F     | 2–6, 6–2, 6–0                   |
| 2007 | 86.  | Tommy Robredo         | 9       | Roland Garros, Parigi                | Terra rossa        | QF    | 7–5, 1–6, 6–1, 6–2              |
| 2007 | 87.  | Nikolaj Davydenko     | 4       | Roland Garros, Parigi                | Terra rossa        | SF    | 7–5, 7–6(5), 7–6(7)             |
| 2007 | 88.  | Rafael Nadal          | 2       | Wimbledon, Londra                    | Erba               | F     | 7–6(7), 4–6, 7–6(3), 2–6, 6–2   |
| 2007 | 89.  | James Blake           | 8       | Cincinnati Open, Cincinnati          | Cemento            | F     | 6–1, 6–4                        |
| 2007 | 90.  | Andy Roddick          | 5       | US Open, New York                    | Cemento            | QF    | 7–6(5), 7–6(4), 6–2             |
| 2007 | 91.  | Nikolaj Davydenko     | 4       | US Open, New York                    | Cemento            | SF    | 7–5, 6–1, 7–5                   |
| 2007 | 92.  | Novak Đoković         | 3       | US Open, New York                    | Cemento            | F     | 7–6(4), 7–6(2), 6–4             |
| 2007 | 93.  | Tomáš Berdych         | 10      | Coppa Davis, Praga                   | Sintetico indoor   | RR    | 7–6(5), 7–6(10), 6–3            |
| 2007 | 94.  | Nikolaj Davydenko     | 4       | Tennis Masters Cup, Shanghai         | Cemento indoor     | RR    | 6–4, 6–3                        |
| 2007 | 95.  | Andy Roddick          | 5       | Tennis Masters Cup, Shanghai         | Cemento indoor     | RR    | 6–4, 6–2                        |
| 2007 | 96.  | Rafael Nadal          | 2       | Tennis Masters Cup, Shanghai         | Cemento indoor     | SF    | 6–4, 6–1                        |
| 2007 | 97.  | David Ferrer          | 6       | Tennis Masters Cup, Shanghai         | Cemento indoor     | F     | 6–2, 6–3, 6–2                   |
| 2008 | 98.  | Nikolaj Davydenko     | 4       | Estoril Open, Estoril                | Terra rossa        | F     | 7–6(2), 1–2 rit.                |
| 2008 | 99.  | David Nalbandian      | 7       | Monte Carlo Masters, Monte Carlo     | Terra rossa        | QF    | 5–7, 6–2, 6–2                   |
| 2008 | 100. | Novak Đoković         | 3       | Monte Carlo Masters, Monte Carlo     | Terra rossa        | SF    | 6–3, 3–2 rit.                   |
| 2008 | 101. | Novak Đoković         | 3       | US Open, New York                    | Cemento            | SF    | 6–3, 5–7, 7–5, 6–2              |
| 2008 | 102. | Andy Murray           | 6       | US Open, New York                    | Cemento            | F     | 6–2, 7–5, 6–2                   |
| 2008 | 103. | Juan Martín del Potro | 9       | Madrid Open, Madrid                  | Cemento indoor     | QF    | 6–3, 6–3                        |
| 2008 | 104. | David Nalbandian      | 8       | Swiss Indoors, Basilea               | Cemento indoor     | F     | 6–3, 6–4                        |
| 2009 | 105. | Juan Martín del Potro | 6       | Australian Open, Melbourne           | Cemento            | QF    | 6–3, 6–0, 6–0                   |
| 2009 | 106. | Andy Roddick          | 9       | Australian Open, Melbourne           | Cemento            | SF    | 6–2, 7–5, 7–5                   |
| 2009 | 107. | Fernando Verdasco     | 10      | Indian Wells Masters, Indian Wells   | Cemento            | QF    | 6–3, 7–6(5)                     |
| 2009 | 108. | Andy Roddick          | 6       | Miami Open, Miami                    | Cemento            | QF    | 6–3, 4–6, 6–4                   |
| 2009 | 109. | Andy Roddick          | 6       | Madrid Open, Madrid                  | Terra rossa        | QF    | 7–5, 6(5)–7, 6–1                |
| 2009 | 110. | Juan Martín del Potro | 5       | Madrid Open, Madrid                  | Terra rossa        | SF    | 6–3, 6–4                        |
| 2009 | 111. | Rafael Nadal          | 1       | Madrid Open, Madrid                  | Terra rossa        | F     | 6–4, 6–4                        |
| 2009 | 112. | Gaël Monfils          | 10      | Roland Garros, Parigi                | Terra rossa        | QF    | 7–6(6), 6–2, 6–4                |
| 2009 | 113. | Juan Martín del Potro | 5       | Roland Garros, Parigi                | Terra rossa        | SF    | 3–6, 7–6(2), 2–6, 6–1, 6–4      |
| 2009 | 114. | Andy Roddick          | 6       | Wimbledon, Londra                    | Erba               | F     | 5–7, 7–6(6), 7–6(5), 3–6, 16–14 |
| 2009 | 115. | Andy Murray           | 2       | Cincinnati Open, Cincinnati          | Cemento            | SF    | 6–2, 7–6(48                     |
| 2009 | 116. | Novak Đoković         | 4       | Cincinnati Open, Cincinnati          | Cemento            | F     | 6–1, 7–5                        |
| 2009 | 117. | Novak Đoković         | 4       | US Open, New York                    | Cemento            | SF    | 7–6(3), 7–5, 7–5                |
| 2009 | 118. | Fernando Verdasco     | 8       | ATP World Tour Finals, Londra        | Cemento indoor     | RR    | 4–6, 7–5, 6–1                   |
| 2009 | 119. | Andy Murray           | 4       | ATP World Tour Finals, Londra        | Cemento indoor     | RR    | 3–6, 6–3, 6–1                   |
| 2010 | 120. | Nikolaj Davydenko     | 6       | Australian Open, Melbourne           | Cemento            | QF    | 2–6, 6–3, 6–0, 7–5              |
| 2010 | 121. | Jo-Wilfried Tsonga    | 10      | Australian Open, Melbourne           | Cemento            | SF    | 6–2, 6–3, 6–2                   |
| 2010 | 122. | Andy Murray           | 4       | Australian Open, Melbourne           | Cemento            | F     | 6–3, 6–4, 7–6(11)               |
| 2010 | 123. | Tomáš Berdych         | 7       | Canadian Open, Toronto               | Cemento            | QF    | 6–3, 5–7, 7–6(5)                |
| 2010 | 124. | Novak Đoković         | 2       | Canadian Open, Toronto               | Cemento            | SF    | 6–1, 3–6, 7–5                   |
| 2010 | 125. | Nikolaj Davydenko     | 6       | Cincinnati Open, Cincinnati          | Cemento            | QF    | 6–4, 7–5                        |
| 2010 | 126. | Robin Söderling       | 5       | US Open, New York                    | Cemento            | QF    | 6–4, 6–4, 7–5                   |
| 2010 | 127. | Robin Söderling       | 5       | Shanghai Masters, Shanghai           | Cemento            | QF    | 6–1, 6–1                        |
| 2010 | 128. | Novak Đoković         | 2       | Shanghai Masters, Shanghai           | Cemento            | SF    | 7–5, 6–4                        |
| 2010 | 129. | Andy Roddick          | 9       | Swiss Indoors, Basilea               | Cemento indoor     | SF    | 6–2, 6–4                        |
| 2010 | 130. | Novak Đoković         | 3       | Swiss Indoor, Basilea                | Cemento indoor     | F     | 6–4, 3-6, 6-1                   |
| 2010 | 131. | David Ferrer          | 7       | ATP World Tour Finals, Londra        | Cemento indoor     | RR    | 6–1, 6–4                        |
| 2010 | 132. | Andy Murray           | 5       | ATP World Tour Finals, Londra        | Cemento indoor     | RR    | 6–4, 6–2                        |
| 2010 | 133. | Robin Söderling       | 4       | ATP World Tour Finals, Londra        | Cemento indoor     | RR    | 7–6(5), 6–3                     |
| 2010 | 134. | Novak Đoković         | 3       | ATP World Tour Finals, Londra        | Cemento indoor     | SF    | 6–1, 6–4                        |
| 2010 | 135. | Rafael Nadal          | 1       | ATP World Tour Finals, Londra        | Cemento indoor     | F     | 6–3, 3–6, 6–1                   |
| 2011 | 136. | Robin Söderling       | 5       | Madrid Open, Madrid                  | Terra rossa        | QF    | 7–6(2), 6–4                     |
| 2011 | 137. | Gaël Monfils          | 9       | Roland Garros, Parigi                | Terra rossa        | QF    | 6–4, 6–3, 7–6(3)                |
| 2011 | 138. | Novak Đoković         | 2       | Roland Garros, Parigi                | Terra rossa        | SF    | 7–6(5), 6–3, 3–6, 7–6(5)        |
| 2011 | 139. | Tomáš Berdych         | 7       | Paris Masters, Parigi                | Cemento indoor     | SF    | 6–4, 6–3                        |
| 2011 | 140. | Jo-Wilfried Tsonga    | 8       | Paris Masters, Parigi                | Cemento indoor     | F     | 6–1, 7–6(3)                     |
| 2011 | 141. | Jo-Wilfried Tsonga    | 6       | ATP World Tour Finals, Londra        | Cemento indoor     | RR    | 6–2, 2–6, 6–4                   |
| 2011 | 142. | Rafael Nadal          | 2       | ATP World Tour Finals, Londra        | Cemento indoor     | RR    | 6–3, 6–0                        |
| 2011 | 143. | Mardy Fish            | 8       | ATP World Tour Finals, Londra        | Cemento indoor     | RR    | 6–1, 3–6, 6–3                   |
| 2011 | 144. | David Ferrer          | 5       | ATP World Tour Finals, Londra        | Cemento indoor     | SF    | 7–5, 6–3                        |
| 2011 | 145. | Jo-Wilfried Tsonga    | 6       | ATP World Tour Finals, Londra        | Cemento indoor     | F     | 6–3, 6(6)–7, 6–3                |
| 2012 | 146. | Juan Martín del Potro | 10      | Rotterdam Open, Rotterdam            | Cemento indoor     | F     | 6–1, 6–4                        |
| 2012 | 147. | Juan Martín del Potro | 10      | Dubai Tennis Championships, Dubai    | Cemento            | SF    | 7–6(5), 7–6(6)                  |
| 2012 | 148. | Andy Murray           | 4       | Dubai Tennis Championships, Dubai    | Cemento            | F     | 7–5, 6–4                        |
| 2012 | 149. | Juan Martín del Potro | 9       | Indian Wells Masters, Indian Wells   | Cemento            | QF    | 6–3, 6–2                        |
| 2012 | 150. | Rafael Nadal          | 2       | Indian Wells Masters, Indian Wells   | Cemento            | SF    | 6–3, 6–4                        |
| 2012 | 151. | David Ferrer          | 6       | Madrid Open, Madrid                  | Terra blu          | QF    | 6–4, 6–4                        |
| 2012 | 152. | Janko Tipsarević      | 8       | Madrid Open, Madrid                  | Terra blu          | SF    | 6–2, 6–3                        |
| 2012 | 153. | Tomáš Berdych         | 7       | Madrid Open, Madrid                  | Terra blu          | F     | 3–6, 7–5, 7–5                   |
| 2012 | 154. | Juan Martín del Potro | 9       | Roland Garros, Parigi                | Terra rossa        | QF    | 3–6, 6(4)–7, 6–2, 6–0, 6–3      |
| 2012 | 155. | Novak Đoković         | 1       | Wimbledon, Londra                    | Erba               | SF    | 6–3, 3–6, 6–4, 6–3              |
| 2012 | 156. | Andy Murray           | 4       | Wimbledon, Londra                    | Erba               | F     | 4–6, 7–5, 6–3, 6–4              |
| 2012 | 157. | Juan Martín del Potro | 9       | Olimpiadi, Londra                    | Erba               | SF    | 3–6, 7–6(5), 19–17              |
| 2012 | 158. | Novak Đoković         | 2       | Cincinnati Open, Cincinnati          | Cemento            | F     | 6–0, 7–6(7)                     |
| 2012 | 159. | Janko Tipsarević      | 9       | ATP World Tour Finals, Londra        | Cemento indoor     | RR    | 6–3, 6–1                        |
| 2012 | 160. | David Ferrer          | 5       | ATP World Tour Finals, Londra        | Cemento indoor     | RR    | 6–4, 7–6(5)                     |
| 2012 | 161. | Andy Murray           | 3       | ATP World Tour Finals, Londra        | Cemento indoor     | SF    | 7–6(5), 6–2                     |
| 2013 | 162. | Jo-Wilfried Tsonga    | 8       | Australian Open, Melbourne           | Cemento            | QF    | 7–6(4), 4–6, 7–6(4), 3–6, 6–3   |
| 2013 | 163. | Juan Martín del Potro | 5       | Paris Masters, Parigi                | Cemento indoor     | QF    | 6–3, 4–6, 6-3                   |
| 2013 | 164. | Richard Gasquet       | 9       | ATP World Tour Finals, Londra        | Cemento indoor     | RR    | 6–4, 6–3                        |
| 2013 | 165. | Juan Martín del Potro | 5       | ATP World Tour Finals, Londra        | Cemento indoor     | RR    | 4–6, 7–6(2), 7–5                |
| 2014 | 166. | Jo-Wilfried Tsonga    | 10      | Australian Open, Melbourne           | Cemento            | 4T    | 6–3, 7–5, 6–4                   |
| 2014 | 167. | Andy Murray           | 4       | Australian Open, Melbourne           | Cemento            | QF    | 6–3, 6–4, 6(6)–7, 6–3           |
| 2014 | 168. | Novak Đoković         | 2       | Dubai Tennis Championships, Dubai    | Cemento            | SF    | 3–6, 6–3, 6–2                   |
| 2014 | 169. | Tomáš Berdych         | 6       | Dubai Tennis Championships, Dubai    | Cemento            | F     | 3–6, 6–4, 6–3                   |
| 2014 | 170. | Richard Gasquet       | 9       | Miami Open, Miami                    | Cemento            | 4T    | 6–1, 6–2                        |
| 2014 | 171. | Novak Đoković         | 2       | Monte Carlo Masters, Monte Carlo     | Terra rossa        | SF    | 7–5, 6–2                        |
| 2014 | 172. | Stan Wawrinka         | 3       | Wimbledon, Londra                    | Erba               | QF    | 3–6, 7–6(5), 6–4, 6–4           |
| 2014 | 173. | Milos Raonic          | 9       | Wimbledon, Londra                    | Erba               | SF    | 6–4, 6–4, 6–4                   |
| 2014 | 174. | David Ferrer          | 7       | Canadian Open, Toronto               | Cemento            | QF    | 6–3, 4–6, 6–3                   |
| 2014 | 175. | Andy Murray           | 9       | Cincinnati Open, Cincinnati          | Cemento            | QF    | 6–3, 7–5                        |
| 2014 | 176. | Milos Raonic          | 7       | Cincinnati Open, Cincinnati          | Cemento            | SF    | 6–2, 6–3                        |
| 2014 | 177. | David Ferrer          | 6       | Cincinnati Open, Cincinnati          | Cemento            | F     | 6–3, 1–6, 6–2                   |
| 2014 | 178. | Novak Đoković         | 1       | Shanghai Masters, Shanghai           | Cemento            | SF    | 6–4, 6–4                        |
| 2014 | 179. | Milos Raonic          | 8       | ATP World Tour Finals, Londra        | Cemento indoor     | RR    | 6–1, 7–6(0)                     |
| 2014 | 180. | Kei Nishikori         | 5       | ATP World Tour Finals, Londra        | Cemento indoor     | RR    | 6–3, 6–2                        |
| 2014 | 181. | Andy Murray           | 6       | ATP World Tour Finals, Londra        | Cemento indoor     | RR    | 6–0, 6–1                        |
| 2014 | 182. | Stan Wawrinka         | 4       | ATP World Tour Finals, Londra        | Cemento indoor     | SF    | 4–6, 7–5, 7–6(6)                |
| 2015 | 183. | Milos Raonic          | 8       | Brisbane, Australia                  | Cemento            | F     | 6–4, 6(2)–7, 6–4                |
| 2015 | 184. | Novak Đoković         | 1       | Dubai Tennis Championships, Dubai    | Cemento            | F     | 6–3, 7–5                        |
| 2015 | 185. | Tomáš Berdych         | 9       | Indian Wells Masters, Indian Wells   | Cemento            | QF    | 6–4, 6–0                        |
| 2015 | 186. | Milos Raonic          | 6       | Indian Wells Masters, Indian Wells   | Cemento            | SF    | 7–5, 6–4                        |
| 2015 | 187. | Tomáš Berdych         | 5       | Internazionali d'Italia, Roma        | Terra rossa        | QF    | 6–3, 6–3                        |
| 2015 | 188. | Stan Wawrinka         | 9       | Internazionali d'Italia, Roma        | Terra rossa        | SF    | 6–4, 6–2                        |
| 2015 | 189. | Andy Murray           | 3       | Wimbledon, Londra                    | Erba               | SF    | 7–5, 7–5, 6–4                   |
| 2015 | 190. | Andy Murray           | 2       | Cincinnati Open, Cincinnati          | Cemento            | SF    | 6–4, 7–6(6)                     |
| 2015 | 191. | Novak Đoković         | 1       | Cincinnati Open, Cincinnati          | Cemento            | F     | 7–6(1), 6–3                     |
| 2015 | 192. | Stan Wawrinka         | 5       | US Open, New York                    | Cemento            | SF    | 6–4, 6–3, 6–1                   |
| 2015 | 193. | Rafael Nadal          | 7       | Swiss Indoors, Basilea               | Cemento indoor     | F     | 6–3, 5–7, 6–3                   |
| 2015 | 194. | Tomáš Berdych         | 6       | ATP World Tour Finals, Londra        | Cemento indoor     | RR    | 6–4, 6–2                        |
| 2015 | 195. | Novak Đoković         | 1       | ATP World Tour Finals, Londra        | Cemento indoor     | RR    | 7–5, 6–2                        |
| 2015 | 196. | Kei Nishikori         | 8       | ATP World Tour Finals, Londra        | Cemento indoor     | RR    | 7–5, 4–6, 6–4                   |
| 2015 | 197. | Stan Wawrinka         | 4       | ATP World Tour Finals, Londra        | Cemento indoor     | SF    | 7–5, 6–3                        |
| 2016 | 198. | Tomáš Berdych         | 6       | Australian Open, Melbourne           | Cemento            | QF    | 7–6(4), 6–2, 6–4                |
| 2017 | 199. | Tomáš Berdych         | 10      | Australian Open, Melbourne           | Cemento            | 3T    | 6–2, 6–4, 6–4                   |
| 2017 | 200. | Kei Nishikori         | 5       | Australian Open, Melbourne           | Cemento            | 4T    | 6(4)–7, 6–4, 6–1, 4–6, 6–3      |
| 2017 | 201. | Stan Wawrinka         | 4       | Australian Open, Melbourne           | Cemento            | SF    | 7–5, 6–3, 1–6, 4–6, 6–3         |
| 2017 | 202. | Rafael Nadal          | 9       | Australian Open, Melbourne           | Cemento            | F     | 6–4, 3–6, 6–1, 3–6, 6–3         |
| 2017 | 203. | Rafael Nadal          | 6       | Indian Wells Masters, Indian Wells   | Cemento            | 4T    | 6–2, 6–3                        |
| 2017 | 204. | Stan Wawrinka         | 3       | Indian Wells Masters, Indian Wells   | Cemento            | F     | 6–4, 7–5                        |
| 2017 | 205. | Rafael Nadal          | 7       | Miami Open, Miami                    | Cemento            | F     | 6–3, 6–4                        |
| 2017 | 206. | Milos Raonic          | 7       | Wimbledon, Londra                    | Erba               | QF    | 6–4, 6–2, 7–6(4)                |
| 2017 | 207. | Marin Čilić           | 6       | Wimbledon, Londra                    | Erba               | F     | 6–3, 6–1, 6–4                   |
| 2017 | 208. | Rafael Nadal          | 1       | Shanghai Masters, Shanghai           | Cemento            | F     | 6–4, 6–3                        |
| 2017 | 209. | David Goffin          | 10      | Basel Indoors, Basilea               | Cemento indoor     | SF    | 6–1, 6–2                        |
| 2017 | 210. | Jack Sock             | 9       | ATP Finals, Londra                   | Cemento indoor     | RR    | 6–4, 7–6(4)                     |
| 2017 | 211. | Alexander Zverev      | 3       | ATP Finals, Londra                   | Cemento indoor     | RR    | 7–6(6), 5–7, 6–1                |
| 2017 | 212. | Marin Čilić           | 5       | ATP Finals, Londra                   | Cemento indoor     | RR    | 6(5)–7, 6–4, 6–1                |
| 2018 | 213. | Marin Čilić           | 6       | Australian Open, Melbourne           | Cemento            | F     | 6–2, 6(5)–7, 6–3, 3–6, 6–1      |
| 2018 | 214. | Grigor Dimitrov       | 5       | Rotterdam Open, Rotterdam            | Cemento indoor     | F     | 6–2, 6–2                        |
| 2018 | 215. | Dominic Thiem         | 8       | ATP Finals, Londra                   | Cemento indoor     | RR    | 6–2, 6–3                        |
| 2018 | 216. | Kevin Anderson        | 6       | ATP Finals, Londra                   | Cemento indoor     | RR    | 6–4, 6–3                        |
| 2019 | 217. | Kevin Anderson        | 7       | Miami Open, Miami                    | Cemento            | QF    | 6–0, 6–4                        |
| 2019 | 218. | John Isner            | 9       | Miami Open, Miami                    | Cemento            | F     | 6–1, 6–4                        |
| 2019 | 219. | Kei Nishikori         | 7       | Wimbledon, Londra                    | Erba               | QF    | 4–6, 6–1, 6–4, 6–4              |
| 2019 | 220. | Rafael Nadal          | 2       | Wimbledon, Londra                    | Erba               | SF    | 7–6(3), 1–6, 6–3, 6–4           |
| 2019 | 221. | Stefanos Tsitsipas    | 7       | Swiss Indoors, Basilea               | Cemento indoor     | SF    | 6–4, 6–4                        |
| 2019 | 222. | Matteo Berrettini     | 8       | ATP Finals, Londra                   | Cemento indoor     | RR    | 7–6(2), 6–3                     |
| 2019 | 223. | Novak Đoković         | 2       | ATP Finals, Londra                   | Cemento indoor     | RR    | 6–4, 6–3                        |

## Guadagni in carriera
| Anno     | Grande Slam | ATP Tour | Totale | Guadagni                                                    | Posizione |
| -------- | ----------- | -------- | ------ | ----------------------------------------------------------- | --------- |
| 1998     | 0           | 0        | 0      | 27955 $                                                     | 620T      |
| 1999     | 0           | 0        | 0      | 225139 $                                                    | 97        |
| 2000     | 0           | 0        | 0      | 623782 $                                                    | 27        |
| 2001     | 0           | 1        | 1      | 865425 $                                                    | 14        |
| 2002     | 0           | 3        | 3      | 1995,027 $                                                  | 4         |
| 2003     | 1           | 6        | 7      | 4000680 $                                                   | 2         |
| 2004     | 3           | 8        | 11     | 6357547 $                                                   | 1         |
| 2005     | 2           | 9        | 11     | 6137018 $                                                   | 1         |
| 2006     | 3           | 9        | 12     | 8343885 $                                                   | 1         |
| 2007     | 3           | 5        | 8      | 10130620 $                                                  | 1         |
| 2008     | 1           | 3        | 4      | 5886879 $                                                   | 2         |
| 2009     | 2           | 2        | 4      | 8768110 $                                                   | 1         |
| 2010     | 1           | 4        | 5      | 7698289 $                                                   | 2         |
| 2011     | 0           | 4        | 4      | 6369576 $                                                   | 3         |
| 2012     | 1           | 5        | 6      | 8584842 $                                                   | 2         |
| 2013     | 0           | 1        | 1      | 3203637 $ Archiviato il 1º luglio 2014 in Internet Archive. | 6         |
| 2014     | 0           | 5        | 5      | 9343988 $ Archiviato il 1º luglio 2014 in Internet Archive. | 2         |
| 2015     | 0           | 6        | 6      | 8682892 $                                                   | 3         |
| 2016     | 0           | 0        | 0      | 1527269 $                                                   | 13        |
| 2017     | 2           | 5        | 7      | 13054856 $                                                  | 2         |
| 2018     | 1           | 3        | 4      | 7599233 $                                                   | 3         |
| 2019     | 0           | 4        | 4      | 5751088 $                                                   | 3         |
| 2020     | 0           | 0        | 0      | 714792 $                                                    | 5         |
| 2021     | 0           | 0        | 0      | 647655 $                                                    | 16        |
| 2022     | 0           | 0        | 0      | 000 $                                                       | 0         |
| Carriera | 20          | 83       | 103    | 130594339 $                                                 | 3         |

## Record

### Classifica ATP
- Detiene il record di settimane consecutive al primo posto del ranking ATP (237).[9]
- È l'unico tennista della storia ad aver trascorso almeno 200 settimane in ciascuna delle prime tre posizioni della classifica mondiale.
- Ha trascorso il maggior numero di settimane consecutive in top 2 (346).
- È il giocatore più anziano della storia ad aver terminato la stagione in top 3 (38 anni e 4 mesi nel 2019).[10]
- È il tennista che ha trascorso il maggior numero di settimane complessive in top 5 (859), in top 10 (968), in top 20 (1064, di cui 1062 settimane consecutive), in top 30 (1095 settimane consecutive), in top 50 (1133 settimane complessive e 1126 settimane consecutive) e in top 100 (1166 settimane complessive e 1018 settimane consecutive).[11][12][13]

### Tornei dello Slam
- È uno dei sei tennisti di sempre (tra maschile e femminile, insieme a Margaret Court, Steffi Graf, Serena Williams, Rafael Nadal e Novak Đoković) ad aver vinto almeno 20 titoli Slam in singolare.
- È uno dei cinque tennisti della storia ad aver vinto almeno un titolo Slam dopo i 36 anni, insieme a Ken Rosewall, Arthur Gore, Rafael Nadal e Novak Đoković.
- È l'unico tennista della storia ad aver realizzato una cinquina di vittorie consecutive in due differenti tornei dello Slam (Wimbledon 2003-2007, US Open 2004-2008).[9]
- Detiene il record assoluto maschile di otto vittorie a Wimbledon.[9]
- Ha eguagliato il record di 5 vittorie consecutive nell'era Open a Wimbledon di Björn Borg; meglio di lui solo William Renshaw nell'era amatoriale che detiene il record assoluto di 6.[9]
- Ha preso parte, perdendo contro Đoković in cinque set (6(5)–7, 6–1, 6(4)–7, 6–4, 12(3)–13), alla più lunga finale nella storia di Wimbledon (4 ore e 57 minuti, nell'edizione del 2019), la quarta di sempre nella storia dei tornei del Grande Slam.
- Ha stabilito il record assoluto di finali consecutivamente giocate nel torneo di Wimbledon (7, nel periodo 2003-2009).[9]
- È l'unico giocatore dell'era Open ad aver raggiunto 12 volte la finale di Wimbledon.
- Ha eguagliato il record assoluto di 5 vittorie nell'era Open agli US Open detenuto da Jimmy Connors e Pete Sampras.[9] dietro a Bill Tilden, nell'era amatoriale, primatista assoluto con 7 successi.[14]
- È detentore della striscia vincente più lunga dell'era Open a Flushing Meadows: dalla sconfitta al quarto turno degli US Open 2003 con David Nalbandian alla finale degli Us Open 2009 con Juan Martín del Potro, Federer ha vinto 40 incontri consecutivi.
- È l'unico tennista della storia ad avere realizzato l'accoppiata Wimbledon - US Open in due anni successivi, col record di 4 anni consecutivi (2004-2007).[9]
- Detiene il record assoluto di finali consecutive nei tornei del Grande Slam: 10 (da Wimbledon 2005 agli US Open 2007);[15] il precedente record di Jack Crawford, 7 finali, resisteva dal 1934.[16]
- Detiene il record assoluto di semifinali raggiunte consecutivamente nei tornei dello Slam: 23 (da Wimbledon 2004 agli Australian Open 2010).[9]
- Detiene il record assoluto di quarti di finale consecutivi raggiunti nei tornei dello Slam (36). Detiene anche il record assoluto di quarti di finale complessivi raggiunti (58).
- All'età di 39 anni e 11 mesi (5 luglio 2021), è diventato il tennista più anziano nella storia di Wimbledon a raggiungere i quarti di finale di questo Slam nell'era Open,[17]
- È l'unico tennista della storia ad avere disputato per tre anni (2006, 2007, 2009) tutte e quattro le finali dei tornei dello Slam.
- Insieme a Björn Borg (3 volte), Rod Laver (2 volte), Rafael Nadal (2 volte) e Novak Djokovic (1 volta), è l'unico tennista ad aver vinto il Roland Garros e Wimbledon nello stesso anno (il cosiddetto Channel Slam, 1 volta: 2009).
- Ha eguagliato il record assoluto di McEnroe di 11 vittorie consecutive senza perdere un set nei tornei del Grande Slam, ma ha battuto (36 a 35) il suo record di set vinti consecutivamente.[9]
- Insieme a Djokovic nel 2015 e a Djokovic nel 2021, è il tennista che ha vinto più incontri nello stesso anno nei tornei del Grande Slam con 27 vittorie nel 2006.[9]
- Insieme a Djokovic, è l'unico tennista della storia ad aver sconfitto 12 avversari diversi nelle finali del Grande Slam.
- Insieme a Novak Đoković, è l'unico tennista della storia ad aver vinto almeno 73 partite in ognuno dei quattro tornei.
- È l'unico tennista della storia ad aver vinto almeno più di 100 partite in due diversi tornei dello Slam (102 vittorie agli Australian Open e 105 a Wimbledon).
- Ha il record di vittorie a Wimbledon, (105).[17]
- È uno degli 8 tennisti della storia che hanno vinto almeno una volta in carriera tutti e quattro i tornei dello Slam.[18]
- Detiene il record assoluto di partite vinte all'Australian Open (102 vittorie, 15 sconfitte). È l'unico tennista della storia ad avervi raggiunto le semifinali per undici anni consecutivi.
- È l'unico tennista maschile ad aver vinto almeno 5 volte (6 Australian Open) (8 Wimbledon) (5 US Open) tre prove dello Slam.[19]
- È il tennista con il maggior numero di game vinti nei tornei del Grande Slam: 5863.[20]
- Maggior numero di set consecutivi vinti: 36, dalla finale degli US Open 2006 ai quarti di finale del Roland Garros 2007.[21]
- È uno dei due tennisti della storia ad aver raggiunto almeno 15 volte la semifinale in uno stesso Slam (agli Australian Open), a pari merito con Nadal (al Roland Garros).[22]

### Tornei Masters Series/ATP World Tour Masters 1000
- È uno dei tre tennisti della storia, insieme a Nadal e Đoković, ad aver disputato almeno 50 finali in tornei Masters 1000.
- Detiene il record assoluto di vittorie nei tornei Masters 1000 di Amburgo (4), Indian Wells (5 a pari merito con Đoković) e Cincinnati (7).
- Insieme a Nadal e Murray, è l'unico tennista ad aver vinto il torneo di Madrid sia sul cemento indoor sia sulla terra rossa.
- Insieme a Nadal e Đoković, è l'unico tennista della storia ad aver raggiunto tutte le nove finali nei tornei Masters 1000.

### Vari
- È al primo posto nella speciale classifica all time di match vinti su campi in cemento (783).[23] Medesimo record assoluto sull'erba con 192 vittorie.
- Detiene il record assoluto di finali vinte consecutivamente (24): tra le sconfitte nel luglio 2003 nella finale del torneo di Gstaad e nell'ottobre 2005 nella finale della Tennis Masters Cup 2005).[9]
- È detentore della striscia vincente più lunga della storia sui campi in erba. Dalla sconfitta al 1º turno del torneo di Wimbledon 2002 alla finale di Wimbledon 2008, Federer vinse 65 incontri consecutivi, aggiudicandosi 10 tornei.[9]
- È l'unico tennista dell'era Open ad aver vinto più di 10 tornei in tre anni consecutivi, nel 2004, 2005 e 2006.[9]
- Detiene il record assoluto di vittorie consecutive sul cemento (56, maturate dal torneo di Dubai del 2005 a quello di Dubai del 2006).[9]
- Detiene il record assoluto di vittorie consecutive (26) contro giocatori classificati nelle prime 10 posizioni del ranking ATP.[9]
- Detiene il record assoluto di vittorie di tornei su erba (19, di cui 8 a Wimbledon, 10 ad Halle ed 1 a Stoccarda).[24]
- Detiene il record, insieme a Đoković, di tornei vinti (71) su una sola superficie, il cemento nel loro caso.
- Ha vinto almeno un titolo ATP in 19 nazioni diverse (a pari merito con Thomas Muster e Đoković).[25][26]
- Ha il record di incontri vinti (59) e di partecipazioni (18) alle ATP Finals.[26][27]
- Nelle prime 5 consecutive apparizioni al Masters di fine anno (2002-2006), Roger Federer non perse un solo incontro dei round robin (un record di 15 vinte e 0 perse). Per 11 volte su 17 partecipazioni non ha perso un incontro nei "round robin". Inoltre su 17 apparizioni è riuscito a qualificarsi per le semifinali in ben 16 occasioni (solo nel 2008 non riuscì nell'impresa).
- Tra gli insoliti primati che Roger Federer detiene vi è anche quello della durata di imbattibilità sul suolo americano: dalla sconfitta al torneo di Cincinnati del 2004, Federer mise in fila una striscia di 56 successi nel continente (49 nei soli Stati Uniti), interrottasi al Cincinnati Open 2006 contro Murray[9].
- Al termine del 2007, divenne il primo tennista della storia ad aver superato la soglia dei 10 000 000 dollari di premi vinti in una sola stagione[9].
- Insieme ad Andre Agassi e Novak Đoković, è l'unico tennista della storia ad aver vinto entrambi i tornei di Parigi, l'Open di Francia e il Paris Masters[9].
- È il tennista con la più alta percentuale della storia di vittorie sull'erba (86,88%) nell'era open[28].
- È l'unico tennista ad aver vinto almeno dieci tornei su tre superfici diverse (71 sul cemento, 19 sull'erba e 11 sulla terra.)
- Detiene il record di almeno 20 partite vinte all'anno per 20 anni consecutivi  (2000-2019), a pari merito con Djokovic (2006-2025).
- È l'unico tennista della storia ad aver vinto un torneo sulla terra blu a Madrid nel 2012 (unico torneo disputato solo quell'anno sulla terra blu).
- È l'unico tennista della storia ad aver disputato almeno quindici finali nello stesso torneo, quello di Basilea.[29][30].
- È l'unico tennista della storia ad essersi aggiudicato per almeno 10 volte due tornei ATP su due superfici diverse: sull'erba di Halle[31] e sul cemento di Basilea.
- È il tennista più vincente della categoria ATP 500 con 24 titoli (davanti a Nadal, 23) e quello che ha giocato più finali (31).
- Insieme a Nadal e Djokovic, Federer è l'unico tennista della storia ad aver disputato almeno una volta in carriera la finale in ognuno dei 15 tornei che compongono i "Big Titles" (4 tornei dello Slam, 9 Masters 1000, ATP Finals e Olimpiadi).

### Premi e riconoscimenti
Vanta un totale di 94 premi da sportivo, elencati qui di seguito:
- 29 riconoscimenti attribuitigli da utenti del web o da giornalisti di testate giornalistiche internazionali: 9 ESPY Awards come "miglior tennista uomo dell'anno", 4 "BBC Sports Personality World Sport Star of the Year", 4 "L'Équipe World Champion of Champions" (Campione del Mondo dei Campioni) del giornale sportivo francese "L'Équipe", 4 "Gazzetta Sports Awards" come "miglior atleta mondiale dell'anno" secondo i lettori della "Gazzetta dello Sport", 1 "Best International Athlete ESPY Award" come "miglior atleta internazionale",  5 "European Sportsman of the Year Award o Frank Taylor Trophy" come "miglior atleta internazionale maschile" per conto dell'AIPS ("Association Internationale de la Presse Sportive"), 1 "Marca Leyenda" tramite il voto dei giornalisti del giornale sportivo spagnolo "Marca"  e 1 "US Open Series Champion" per le miglior prestazioni fornite nei tornei americani (dal pre-US Open agli US Open);
- 7 riconoscimenti attribuitigli da utenti del web o giornalisti sportivi svizzeri come "miglior personalità sportiva svizzera dell'anno";
- 5 riconoscimenti come "Sportivo Europeo dell’Anno" : 2004, 2005, 2006, 2007 e 2009 [record assoluto, davanti a Djokovic (4) e Nadal (2)] da parte delle seguenti 26 agenzie di stampa europee: AFP (Francia), AGERPRES (Romania), ANP (Paesi Bassi), APA (Austria), ANA – MNA (Grecia), Belga (Belgio), Belta (Bielorussia), BTA (Bulgaria), CTK (Repubblica Ceca), DPA (Germania), EFE (Spagna), HINA (Croazia), LETA (Lettonia), LUSA (Portogallo), MOLDPRESS (Moldavia), MTI (Ungheria), NETTV (Malta), RNA (Azerbaigian), SITA (Slovacchia), STA (Slovenia), SID (Germania), TANJUG (Serbia), TASS (Russia), TASR (Slovacchia), UKRINFORM (Ucraina) e PAP (Polonia).[32]
- 6 Laureus World Sports Awards (record assoluto): 5 nella categoria "Sportivo dell'anno o Laureus World Sportsman of the Year" (2005, 2006, 2007, 2008, 2018) e 1 nella categoria "Ritorno dell'anno o Laureus World Comeback of the Year" (2018);
- 42 premi  "ATP": 13 "Stefan Edberg Sportsmanship Award", 2 "Arthur Ashe Humanitarian of the Year Award", 5 "ATP Player of the Year o ATP World Tour N.1", 2 "Golden Bagel Award", 1 "Comeback ATP Player of the Year" e 19 "ATPTour.com Fans’ Favourite Award" (tra l'altro vinti tutti consecutivamente, dal 2003 al 2021);
- 5 premi “ITF”: 5 "ITF World Champion".

Aggiornato al 23 dicembre 2023.